# Seznam světového dědictví v Latinské Americe a Karibiku, A–K
Toto je seznam Světového kulturního a přírodního dědictví UNESCO v Latinské Americe a Karibiku. Pro obsáhlost je Seznam světového kulturního a přírodního dědictví v Latinské Americe a Karibiku rozdělen do dvou částí seřazených abecedně podle států, které zařazení lokality do Seznamu navrhly. Tato část obsahuje státy od Argentiny až po Kubu. 
U každé položky je uveden český název, oficiální anglický název dle seznamu UNESCO, stručná charakteristika a odkaz na základní zdůvodnění zápisu dle UNESCO. Číslo v odkazu je současně číslo, pod kterým je lokalita vedena v Seznamu. Položky seznamu u jednotlivých zemí jsou řazeny podle roku zápisu do Seznamu. 
Následující přehled památek je aktuální k datu 16. 7. 2025.

## Antigua a Barbuda

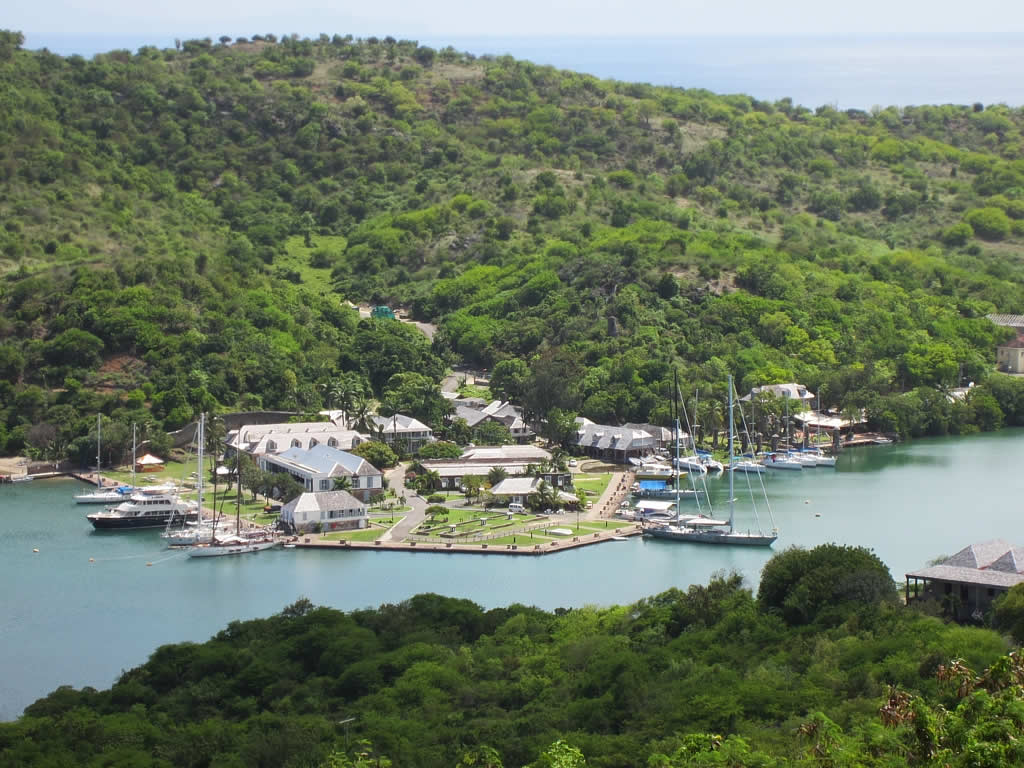
Loděnice na Antigui

1. Loděnice na Antigue a okolní archeologické lokality
Antigua Naval Dockyard and Related Archaeological Sites
Pozůstatky loděnice britského námořnictva z georgiánského období vystavěné africkými otroky.
2016
http://whc.unesco.org/en/list/1499

## Argentina

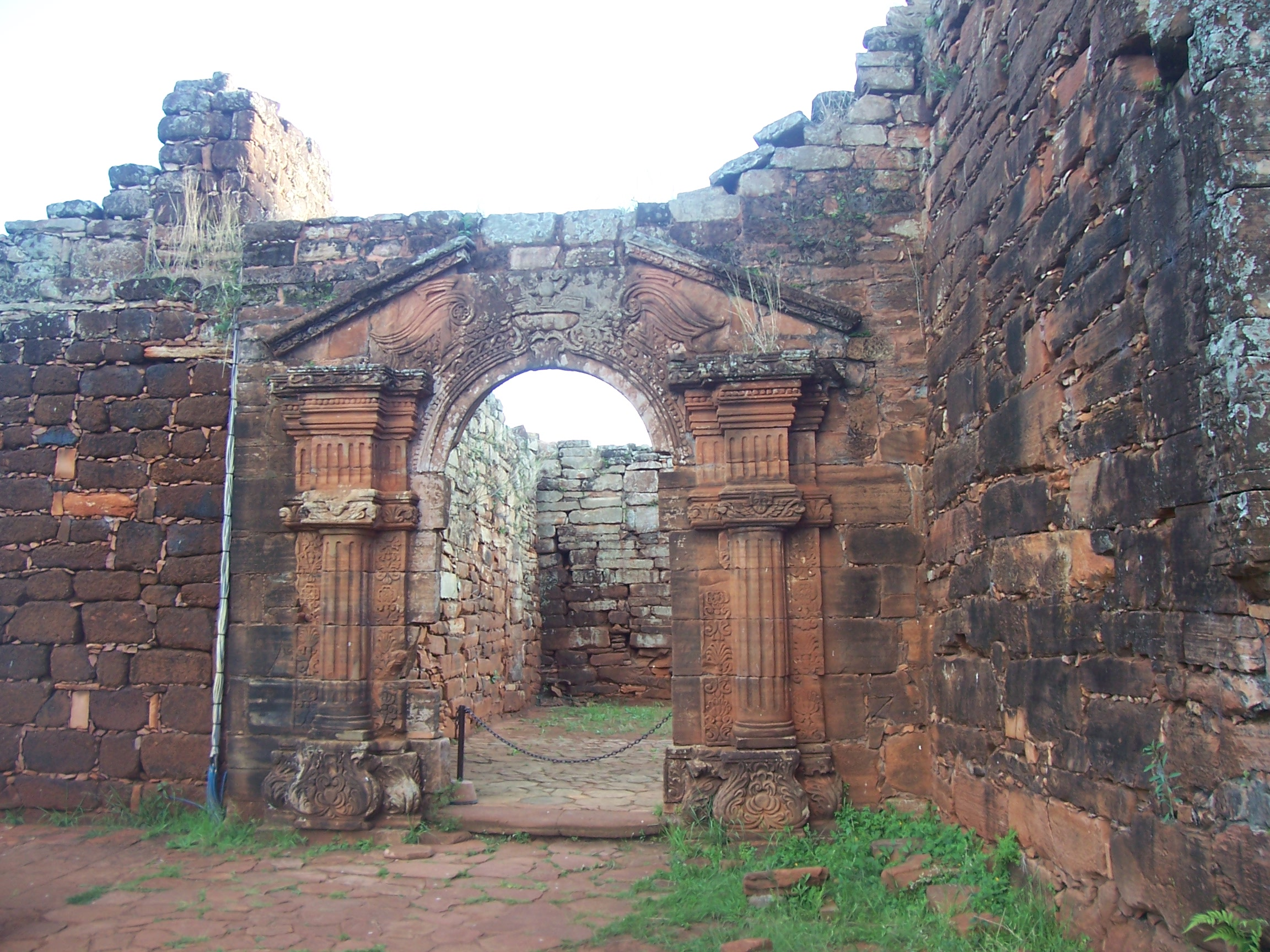
Jezuitské misie u kmene Guaraní

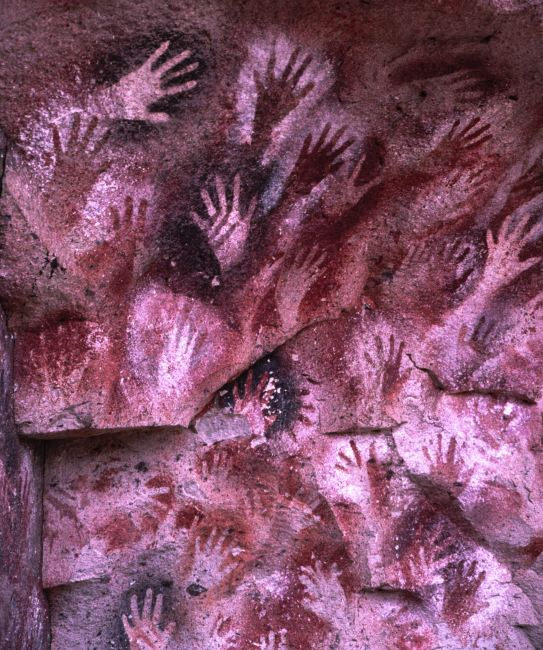
Cueva de las Manos

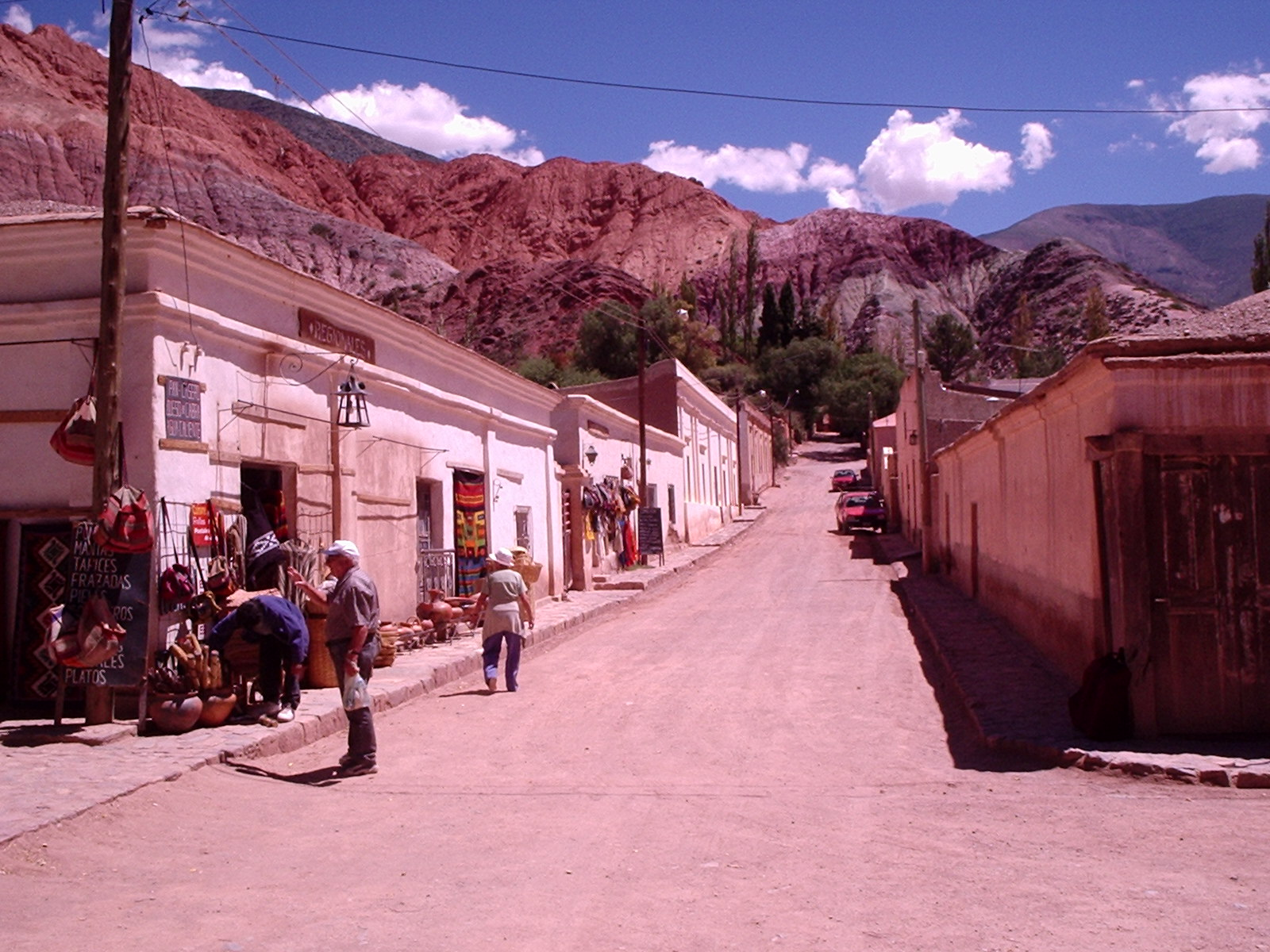
Údolí Quebrada de Humahuaca

1. Národní park Los Glaciares
Los Glaciares 
Vysokohorský národní park.
1981
 http://whc.unesco.org/en/list/145
2. Jezuitské misie na území Guaraní
Jesuit Missions of the Guaranis: San Ignacio Mini, Santa Ana, Nuestra Señora de Loreto and Santa Maria Mayor
Pozůstatky pěti jezuitských misií a osad Indiánů Guarani. Vznikly v 17.-18. století v srdci tropického pralesa.
1983, 1984, 1986
http://whc.unesco.org/en/list/275
3. Národní park Iguazú
Iguazu National Park 
Národní park v oblasti subtropického deštného lesa na hranici s Brazílií, který zahrnuje i vodopády Iguazú.
1984 
 http://whc.unesco.org/en/list/303
4. Cueva de las Manos, Río Pinturas
Cueva de las Manos, Río Pinturas
Jeskynní umění, které vznikalo před 10 000 až 1 000 lety.
1999 
 http://whc.unesco.org/en/list/936
5. Poloostrov Valdés
Península Valdés 
Rezervace v Patagonii, důležitá pro zachování některých mořských savců.
1999 
 http://whc.unesco.org/en/list/937
6. Přírodní parky Ischigualasto a Talampaya
Ischigualasto / Talampaya Natural Parks
Pouštní oblast na západní hranici Sierra Pampemas ve střední Argentině. Nachází se zde nejkompletnější sbírka fosilií z období triasu (před 245 až 208 milióny let).
2000 
 http://whc.unesco.org/en/list/966
7. Jezuitský komplex a misie v Córdobě
Jesuit Block and Estancias of Córdoba
Univerzita, kostel a sídlo řádu Společenstva Ježíšova.
2000
 http://whc.unesco.org/en/list/995
8. Údolí Quebrada de Humahuaca
Quebrada de Humahuaca 
Údolí řeky Río Grande de Jujuy bylo celých 10 000 let hlavní kulturní a obchodní cestou mezi náhorními oblastmi And a soutokem Río Grande s Río Leone v nížinách.
2003 
 http://whc.unesco.org/en/list/1116
9. Qhapaq Ñan, andský systém cest
Qhapac Ñan, Andean Road System
Rozsáhlá síť inckých komunikací k obchodním i vojenským účelům. Stezky celková délky 30 000 kilometrů procházející území Argentiny, Bolívie, Chile, Kolumbie, Ekvádoru a Peru.
2014
http://whc.unesco.org/en/list/1459
10. Práce Le Corbusiera – nevšední příspěvek modernistickému hnutí
The Architectural Work of Le Corbusier, an Outstanding Contribution to the Modern Movement
17 rozličných staveb na území Argentiny, Belgie, Francie, Švýcarska, Německa, Indie a Japonska.
2016
http://whc.unesco.org/en/list/1321
11. Národní park Los Alerces
Los Alerces National Park
Horské chráněné území zformované pohybem ledovců je domovem zachovalé fauny a flory.
2017
 http://whc.unesco.org/en/list/1526/
12. Památník a muzeum ESMA – bývalé tajné centrum věznění, mučení a likvidace osob
ESMA Museum and Site of Memory – Former Clandestine Center of Detention, Torture and Extermination
Připomínka období tzv. Špinavé války
2023
 https://whc.unesco.org/en/list/1681

## Barbados

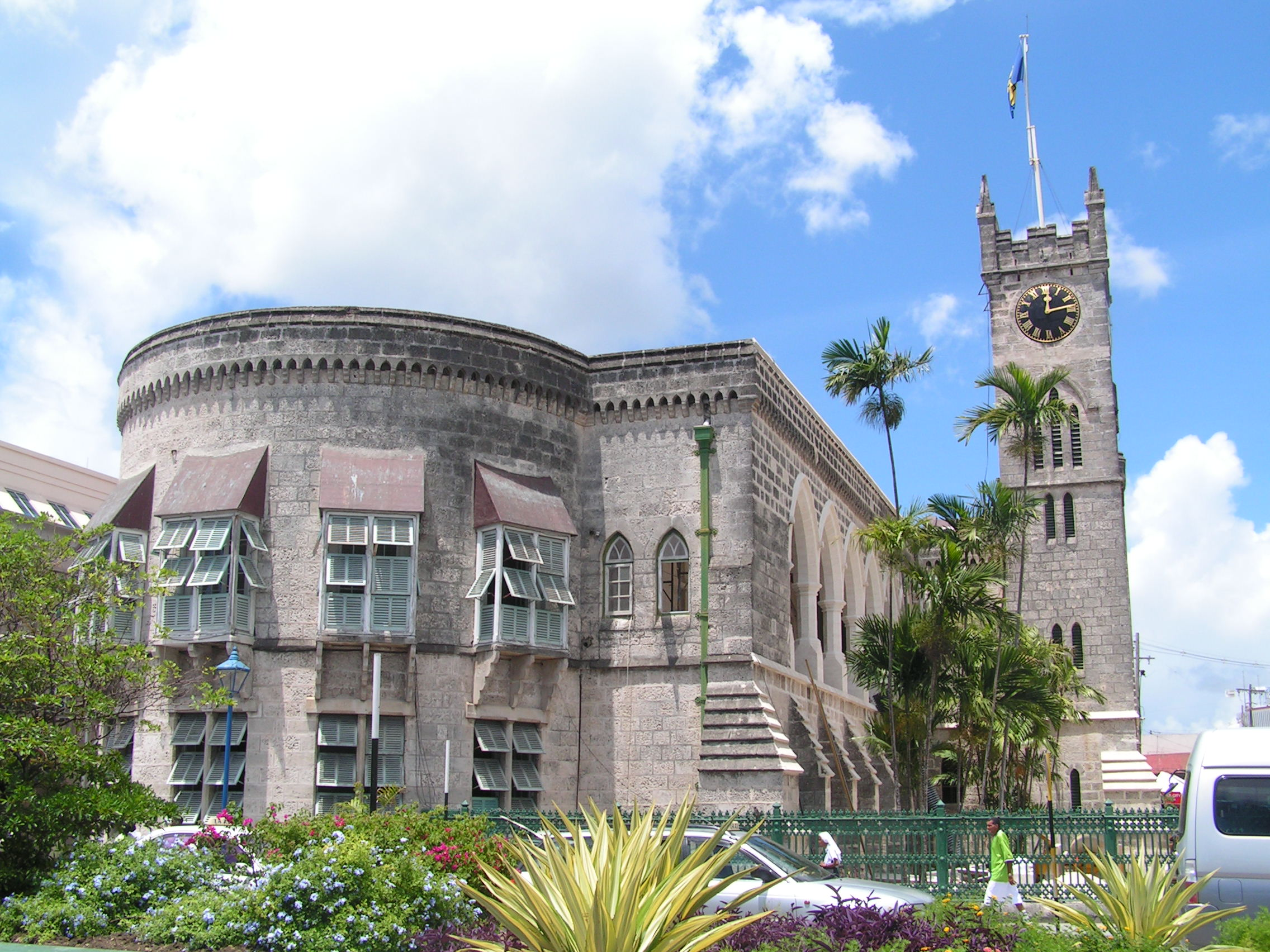
Bridgetown

1. Historický Bridgetown a jeho pevnost
Historic Bridgetown and its Garrison
Zachovalý příklad britské koloniální architektury v karibské oblasti.
2011 
 http://whc.unesco.org/en/list/1376

## Belize

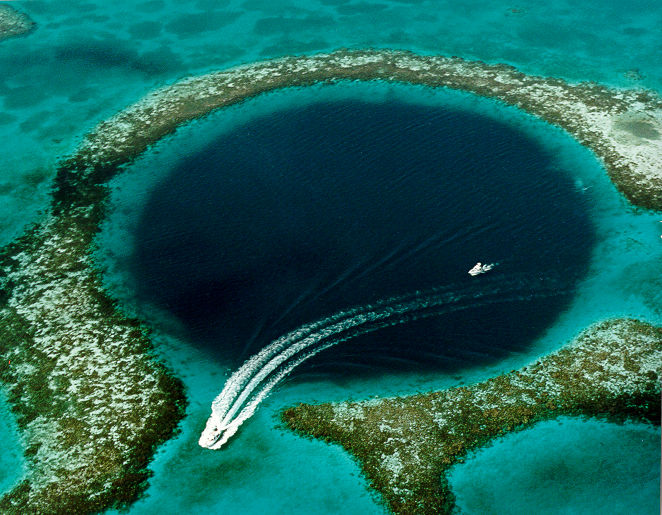
Belizský bariérový útes

1. Belizský bariérový útes
Belize Barrier-Reef Reserve System 
Pobřežní útesy tvoří zcela výjimečný přírodní systém. Do rezervace patří atoly včetně Great Blue Hole, mangrovníkové lesy, laguny i ústí řek.
1996 
 http://whc.unesco.org/en/list/764

## Bolívie

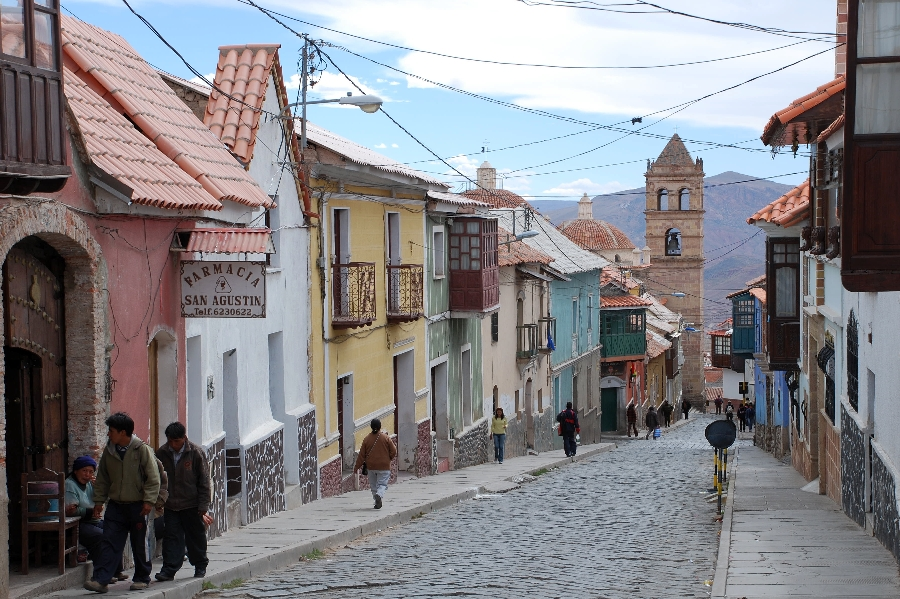
Potosí

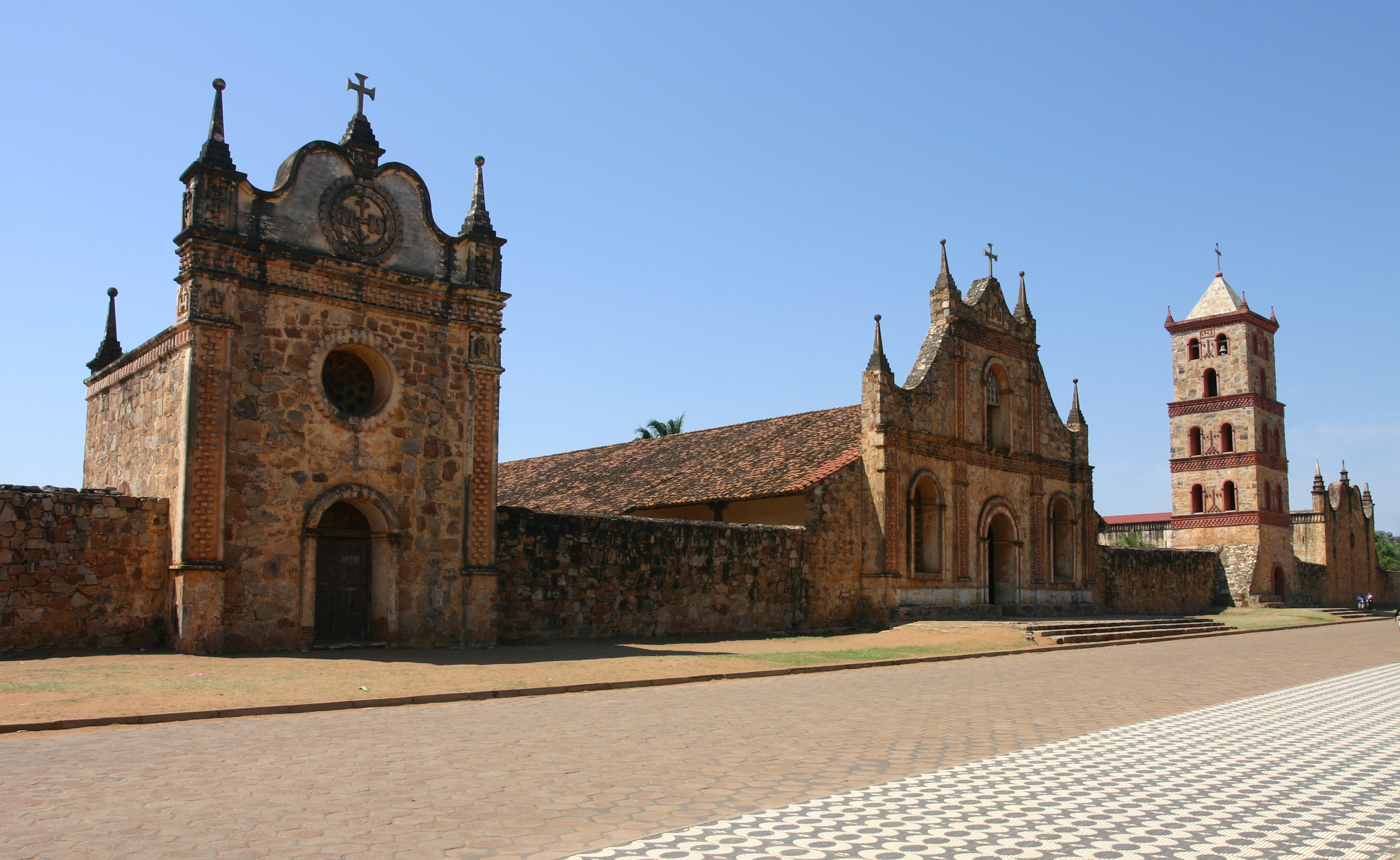
Jezuitské misie u indiánů Chiquitos

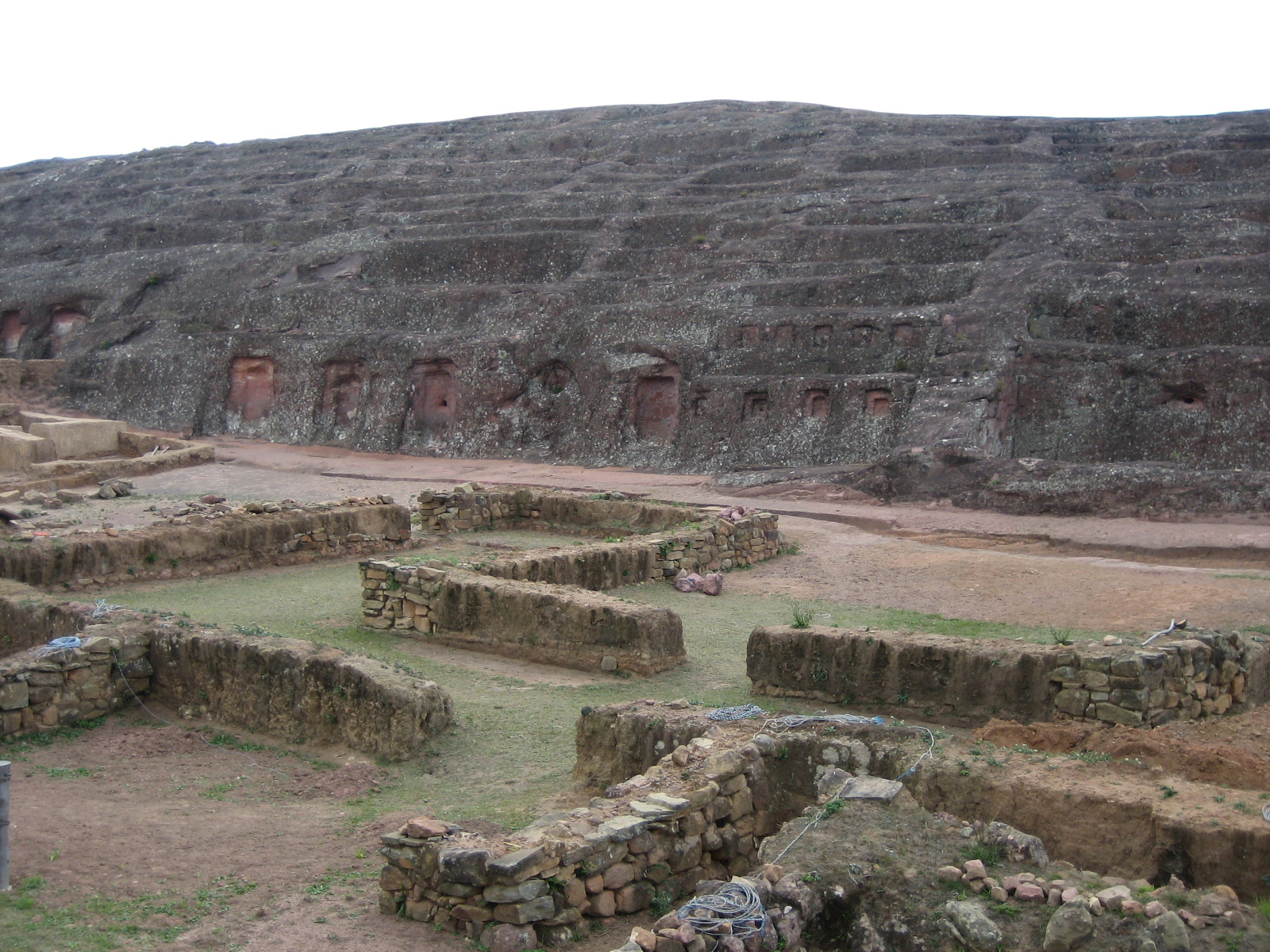
Samaipata

1. Potosí
City of Potosi 
Hornické město, v 16. století největší průmyslový komplex na světě. Lokalita zahrnuje technické památky a staré město.
1987 
 http://whc.unesco.org/en/list/420
2. Jezuitské misie na území Chiquitos
Jesuit Missions of the Chiquitos
Šest měst, které vznikly z misií u Indiánů sídlících v oblasti Chiquitos v 17. a 18. století.
1990 
 http://whc.unesco.org/en/list/529
3. Sucre
Historic City of Sucre 
Dřívější hlavní město Bolívie má řadu zachovalých církevních staveb ze 16. století.
1991 
 http://whc.unesco.org/en/list/566
4. Samaipata
Fuerte de Samaipata 
Archeologické naleziště zahrnuje vrch s mnoha rytinami – obřadní místo starodávného města (14.-16. století) a jeho administrativní a obytná část.
1998 
 http://whc.unesco.org/en/list/883
5. Národní park Noel Kempff Mercado
Noel Kempff Mercado National Park 
Národní park je jedním z největších a nejméně dotčených parků v povodí Amazonky.
2000 
 http://whc.unesco.org/en/list/967
6. Tiwanaku – duchovní a politické centrum kultury Tiwanaku
Tiwanaku: Spiritual and Political Centre of the Tiwanaku Culture 
Hlavní město předhispánské říše, která ovládala území jižních And a vrcholný rozkvět zažila v letech 500 až 900 n. l.
2000 
 http://whc.unesco.org/en/list/567
7. Qhapaq Ñan, andský systém cest
Qhapac Ñan, Andean Road System
Rozsáhlá síť inckých komunikací k obchodním i vojenským účelům. Stezky celková délky 30 000 kilometrů procházející území Argentiny, Bolívie, Chile, Kolumbie, Ekvádoru a Peru.
2014
http://whc.unesco.org/en/list/1459

## Brazílie

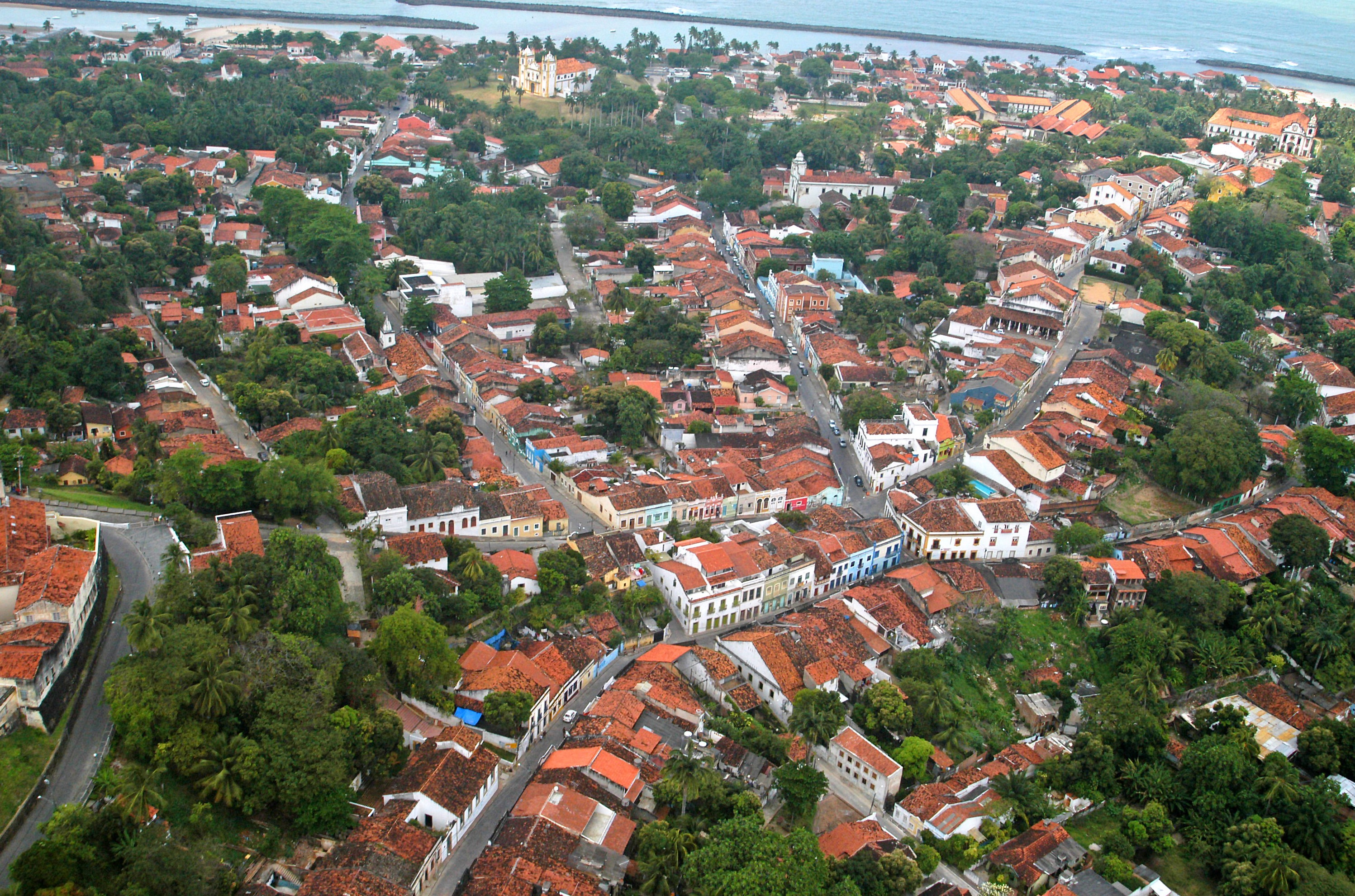
Olinda

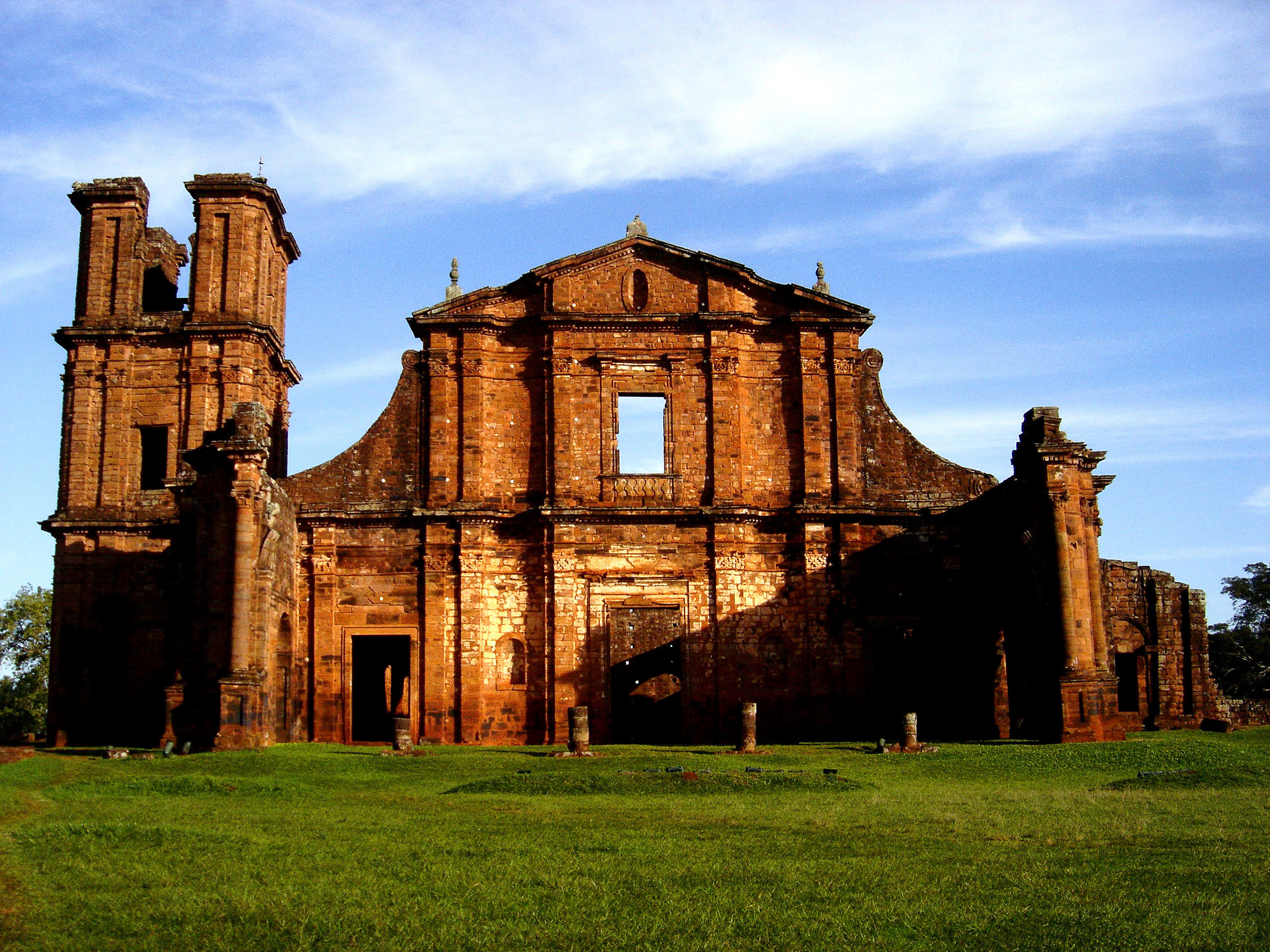
Jezuitské misie u kmene Guaraní

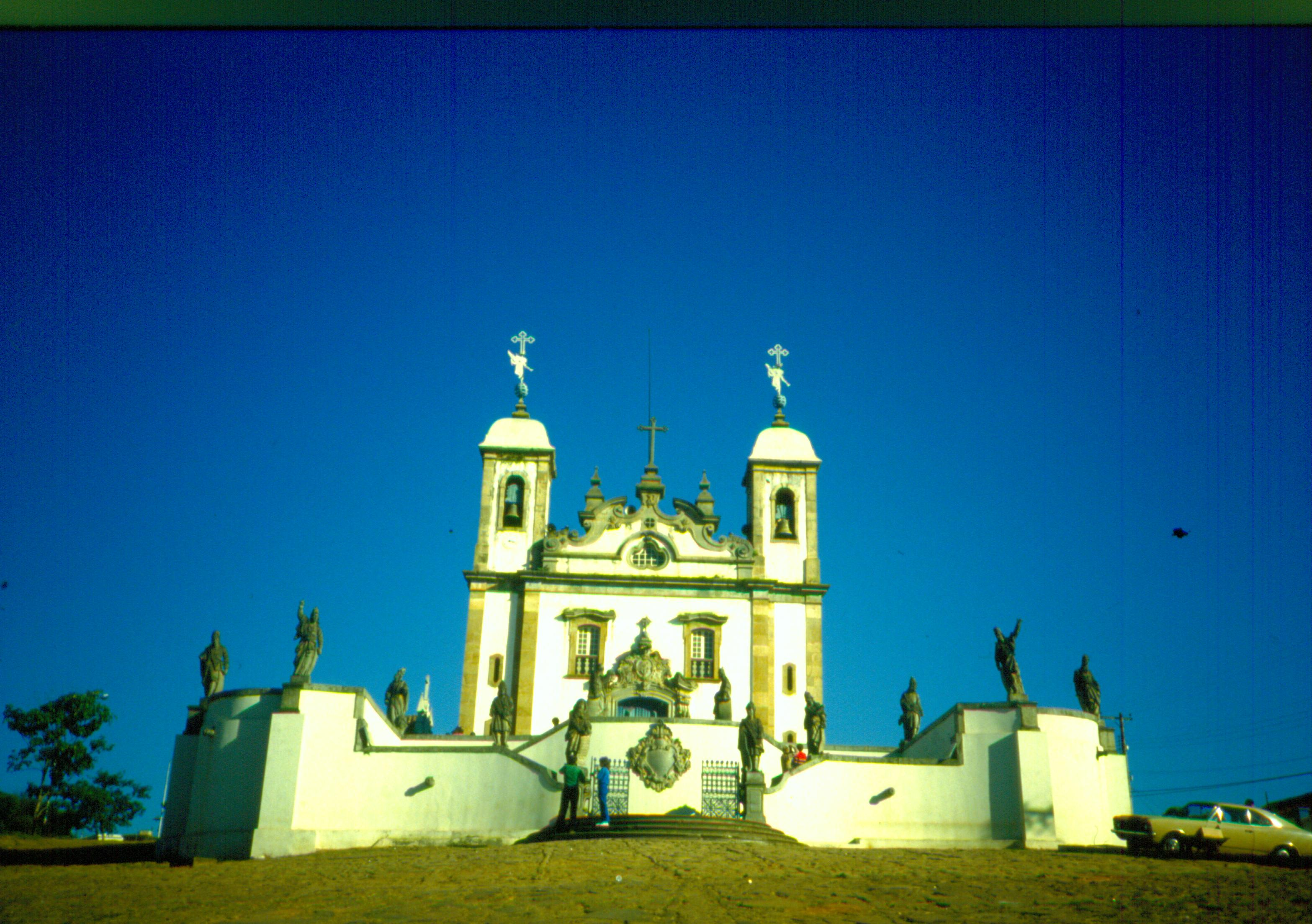
Kostel Bom Jesus

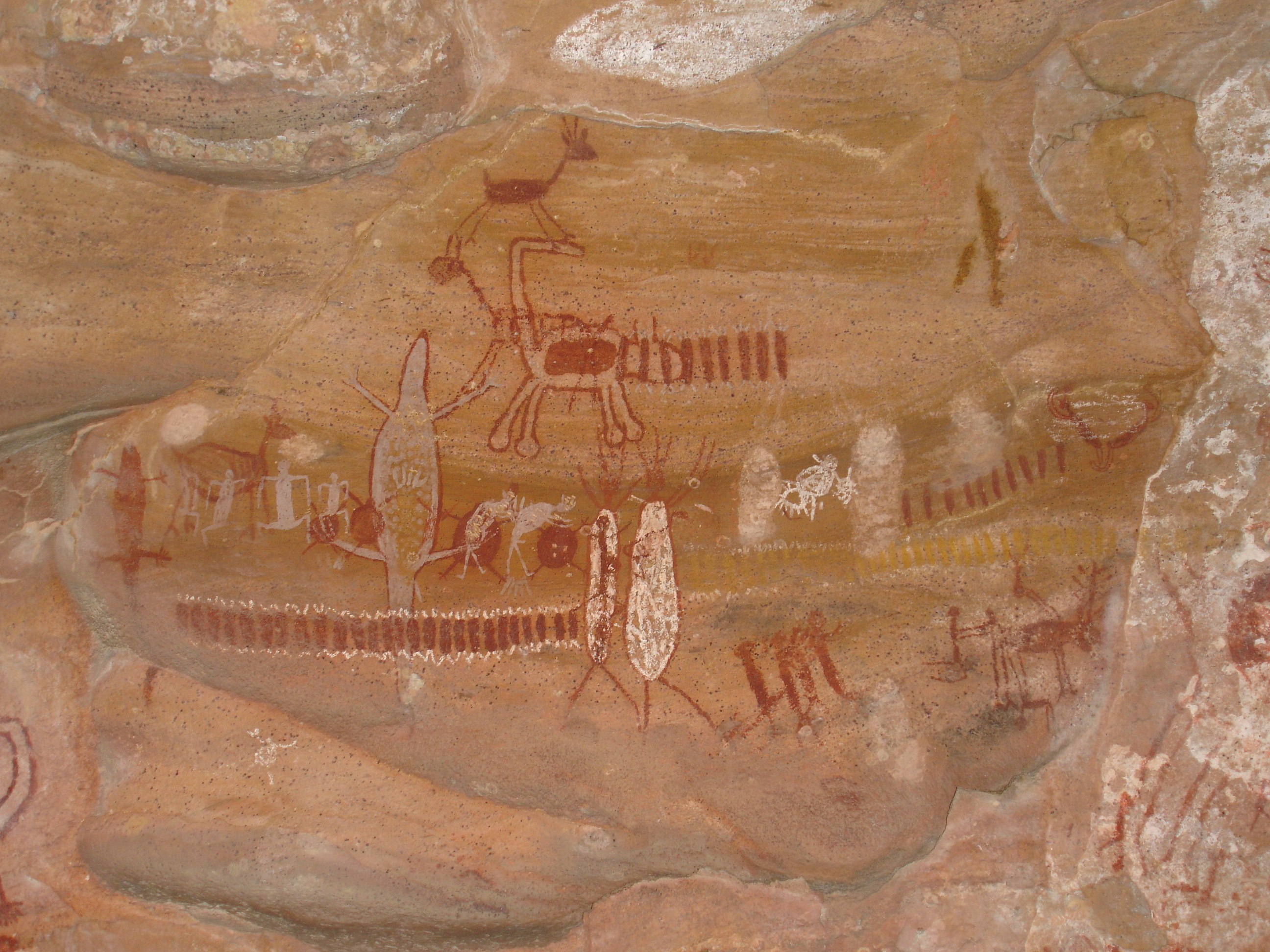
Serra da Capivara

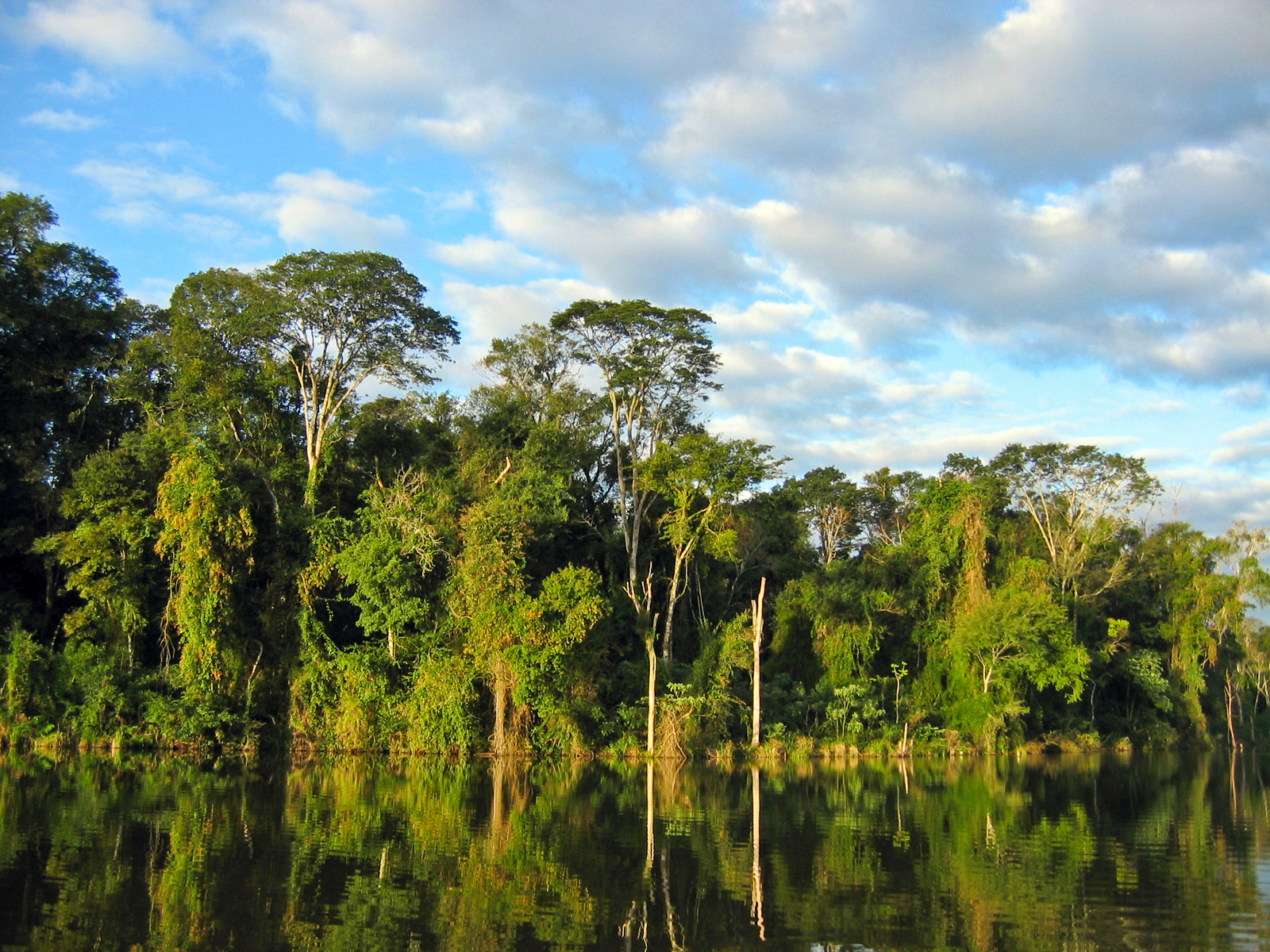
Rezervace na Pobřeží objevů

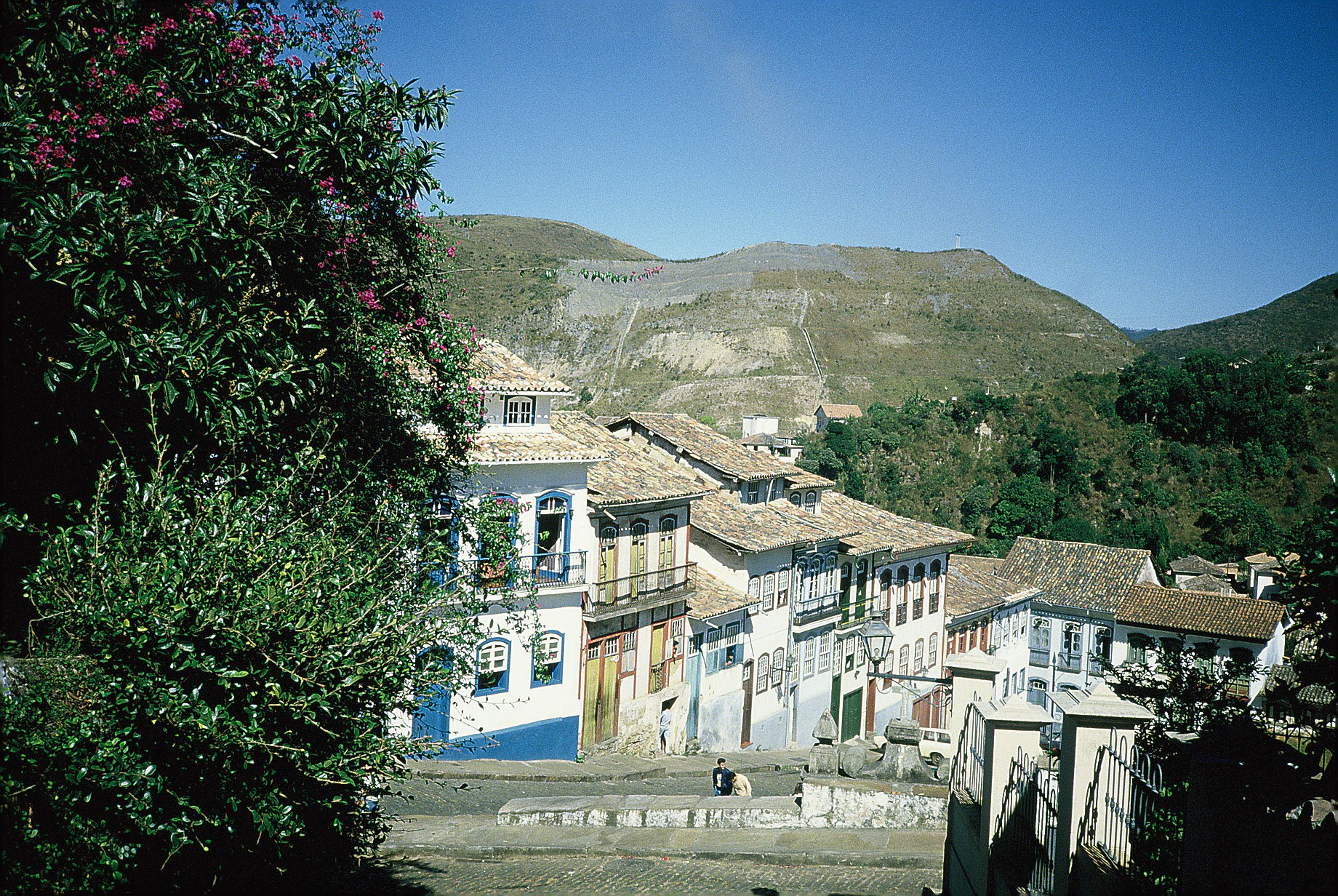
Diamantina

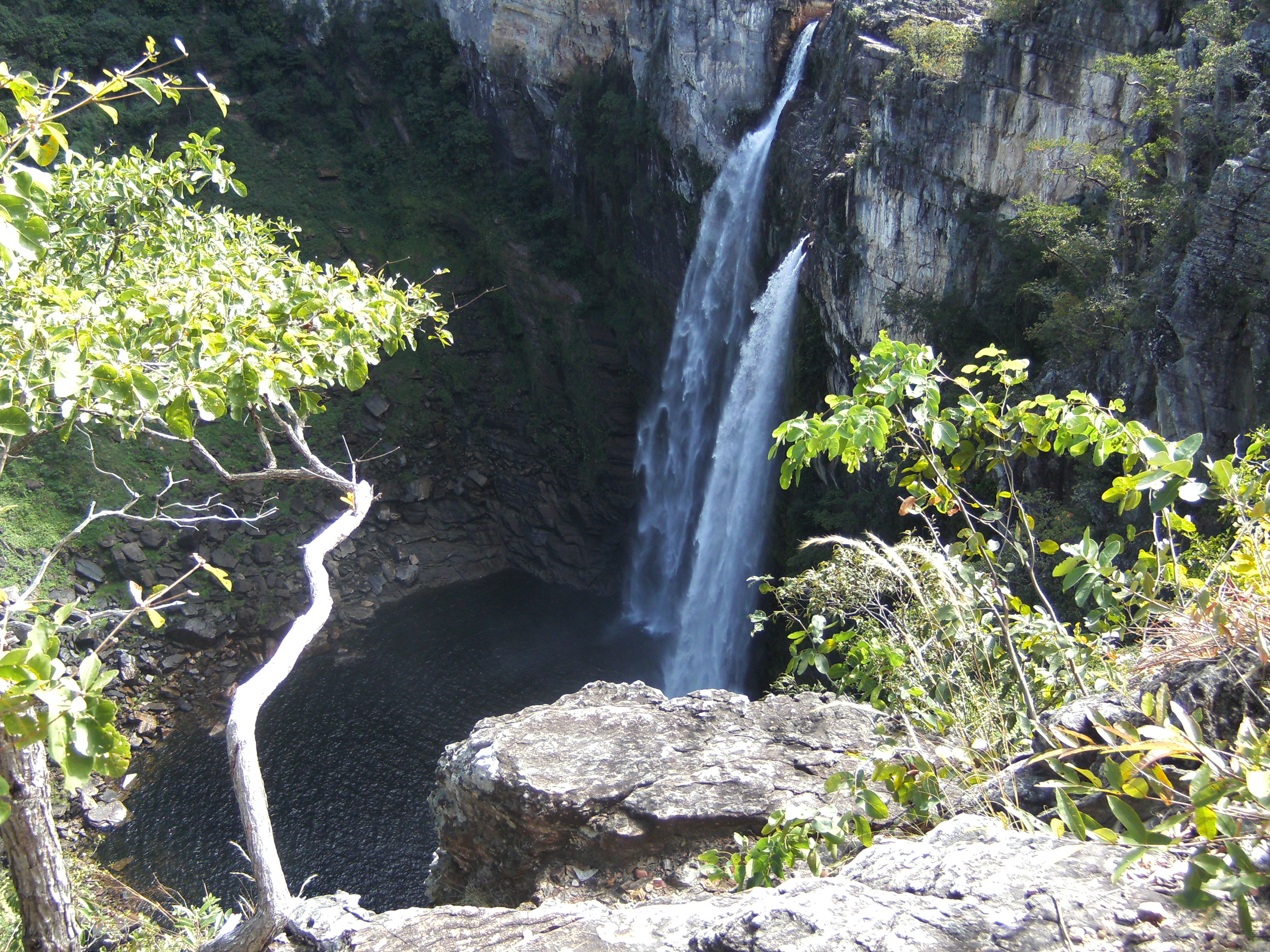
Rezervace Cerrado

1. Historické centrum města Ouro Preto
Historic Town of Ouro Preto
Historické město, centrum brazilské zlaté horečky v 18.-19. století.
1980 
 http://whc.unesco.org/en/list/124
2. Historické centrum města Olinda
Historic Centre of the Town of Olinda 
Město s památkami z 16.-18. století (kostely, kláštery, zahrady) si zachovalo původní půdorys.
1982 
 http://whc.unesco.org/en/list/189
3. Jezuitské misie na území Guaraní
Jesuit Missions of the Guaranis: San Ignacio Mini, Santa Ana, Nuestra Señora de Loreto and Santa Maria Mayor 
Pozůstatky pěti jezuitských misií a osad Indiánů Guarani. Vznikly v 17.-18. století v srdci tropického pralesa.
1983, 1984
 https://web.archive.org/web/20051128004137/http://whc.unesco.org/en/list/291
4. Historické centrum Salvador de Bahia
Historic Centre of Salvador de Bahia
Historické centrum Pelourinho bývalého hlavního města Brazílie je směsí evropských, afrických a americko-indiánských vlivů.
1985 
 http://whc.unesco.org/en/list/309
5. Svatostánek Bom Jesus v Congonhas
Sanctuary of Bom Jesus do Congonhas 
Rokokový kostel z 18. století – unikátní barokní polychromované sochy.
1985 
 http://whc.unesco.org/en/list/334
6. Národní park Iguaçu
Iguaçu National Park
Brazilský národní park v oblasti subtropického deštného lesa.
1986
 http://whc.unesco.org/en/list/355
7. Brasília 
Brasilia 
Hlavní město založené v divočině roku 1956 je milníkem v urbanistickém plánování.
1987 
 http://whc.unesco.org/en/list/445
8. Národní park Serra da Capivara
Serra da Capivara National Park 
Národní park s jeskynními malbami, které vypovídají o jedné z nejstarších prehistorických kultur v Jižní Americe.
1991 
 http://whc.unesco.org/en/list/606
9. Historické centrum města São Luís
Historic Centre of São Luis 
Město je typickým příkladem Iberského koloniálního města.
1997 
 http://whc.unesco.org/en/list/821
10. Rezervace Atlantického lesa na jihovýchodě Brazílie
Atlantic Forest Southeast Reserves
Lesní rezervace na jihovýchodě Brazílie ve státech Paraná a São Paulo chrání jedny z nejcennějších a nejrozsáhlejších lesů v Brazílii.
1999 
 http://whc.unesco.org/en/list/893
11. Rezervace Atlantického lesa na Pobřeží objevů
Discovery Coast Atlantic Forest Reserves
Deštné lesy na atlantickém pobřeží Brazílie jsou co do druhové rozmanitosti nejbohatší na světě.
1999
 http://whc.unesco.org/en/list/892
12. Historické centrum města Diamantina
Historic Centre of the Town of Diamantina 
Koloniální vesnice uprostřed nehostinných hor. Ilustruje dobrodružství hledačů diamantů v 18. století.
1999 
 http://whc.unesco.org/en/list/890
13. Chráněná území centrální Amazonie
Central Amazon Conservation Complex
Národní parky Jaú a Anavilhanas a rezervace Amanã a Mamirauá, které tvoří největší komplex chráněných oblastí v povodí Amazonky a jsou jedním z biologicky nejbohatších regionů Země. Souostroví říčních ostrovů. Černovodní ekologický systém.
2000, 2003 
 http://whc.unesco.org/en/list/998
14. Chráněná území regionu Pantanal: národní park Pantanal Matogrossense a přilehlá území
Pantanal Conservation Area 
Komplex čtyř chráněných oblastí se nachází na jihozápadním cípu brazilského státu Mato Grosso.
2000 
 http://whc.unesco.org/en/list/999
15. Rezervace ostrova Fernando de Noronha a atolu Rocas
Brazilian Atlantic Islands: Fernando de Noronha and Atol das Rocas Reserves
Ostrovy tvoří vrcholy podmořského hřbetu v jižním Atlantiku. Ve zdejších vodách se líhnou tuňáci, žraloci, želvy a rodí se mořští savci.
2001 
 http://whc.unesco.org/en/list/1000
16. Chráněná území regionu Cerrado: národní parky Chapada dos Veadeiros a Emas
Cerrado Protected Areas: Chapada dos Veadeiros and Emas National Parks
Je jedním z nejstarších a nejrozmanitějších tropických ekosystémů na světě.
2001 
 http://whc.unesco.org/en/list/1035
17. Historické centrum města Goiás
Historic Centre of the Town of Goiás 
Hornické město vypovídá o kolonizaci střední Brazílie v 18. a 19. stol.
2001 
 http://whc.unesco.org/en/list/993
18. náměstí São Francisco ve městě São Cristóvão
São Francisco Square in the Town of São Cristóvão
Klášter, kostel, provinční palác a další stavby odrážejí historii města.
2010 
 http://whc.unesco.org/en/list/1272
19. Rio de Janeiro, krajina mezi horami a mořem
Rio de Janeiro: Carioca Landscapes between the Mountain and the Sea
Kopcovitý reliéf města od vrcholu Tijuca až k pobřeží moře. Zahrnuje mimo jiné botanickou zahradu, národní park, vrchol Cukrová homole, sochu Ježíše Krista.
2012
http://whc.unesco.org/en/list/1100/
20. soubor modernistických staveb v Pampulhe
Pampulha Modern Ensemble
Souhrn staveb Oscara Niemeyera v Belo Horizonte.
2016
http://whc.unesco.org/en/list/1493
21. Přístaviště Valongo
Valongo Wharf Archaeological Site
Pozůstatky přístavu v Rio de Janeiru – vstupní brány afrických otroků do Brazílie.
2017 
 http://whc.unesco.org/en/list/1548
22. Paraty a Ilha Grande – Kultura a biologická rozmanitost
Paraty and Ilha Grande – Culture and Biodiversity
Tato kulturní krajina zahrnuje historické centrum přístavního města Paraty a je domovem impozantní rozmanitosti druhů, z nichž některé jsou ohroženy. 
2019 
 http://whc.unesco.org/en/list/1308
23. Sitio Roberto Burle Marx
Sítio Roberto Burle Marx
Dlouhodobý krajinářský projekt architekta Roberta Burle Marxe
2021
http://whc.unesco.org/en/list/1620
24. Národní park Lençóis Maranhenses
Lençóis Maranhenses National Park
Jedinečná krajina písečných dun a lagun na pomezí bionomů Amazonie, Caatinga a Cerrado
2024 
 https://whc.unesco.org/en/list/1611
25. Kaňon řeky Peruaçu
Peruaçu River Canyon
Krasová krajina, vysoká biologická rozmanitost.
2025 
 https://whc.unesco.org/en/list/1747

## Dominika

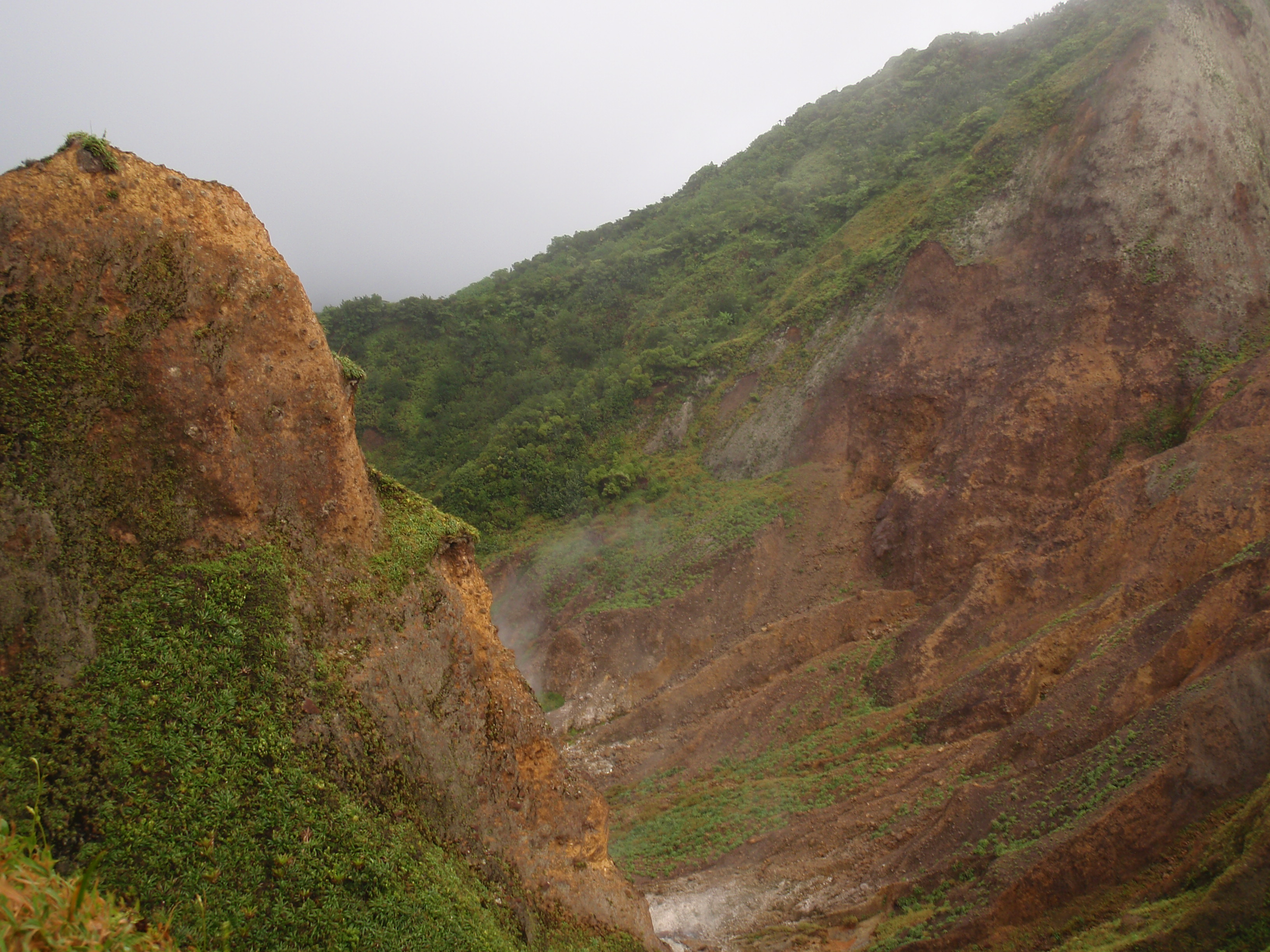
Morne Trois Pitons

1. Národní park Morne Trois Pitons
Morne Trois Pitons National Park
Bujný přírodní tropický les se mísí s vulkanickými jevy.
1997 
 http://whc.unesco.org/en/list/814

## Dominikánská republika

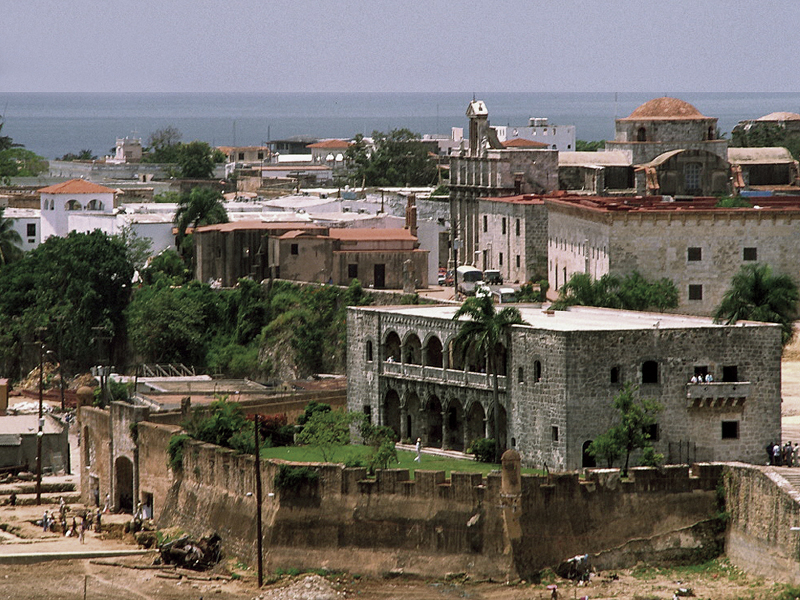
Santo Domingo

1. Santo Domingo
Colonial City of Santo Domingo
Koloniální město založené roku 1498, sídlo první katedrály, první nemocnice a první univerzity na amerických kontinentech.
1990 
 http://whc.unesco.org/en/list/526

## Ekvádor

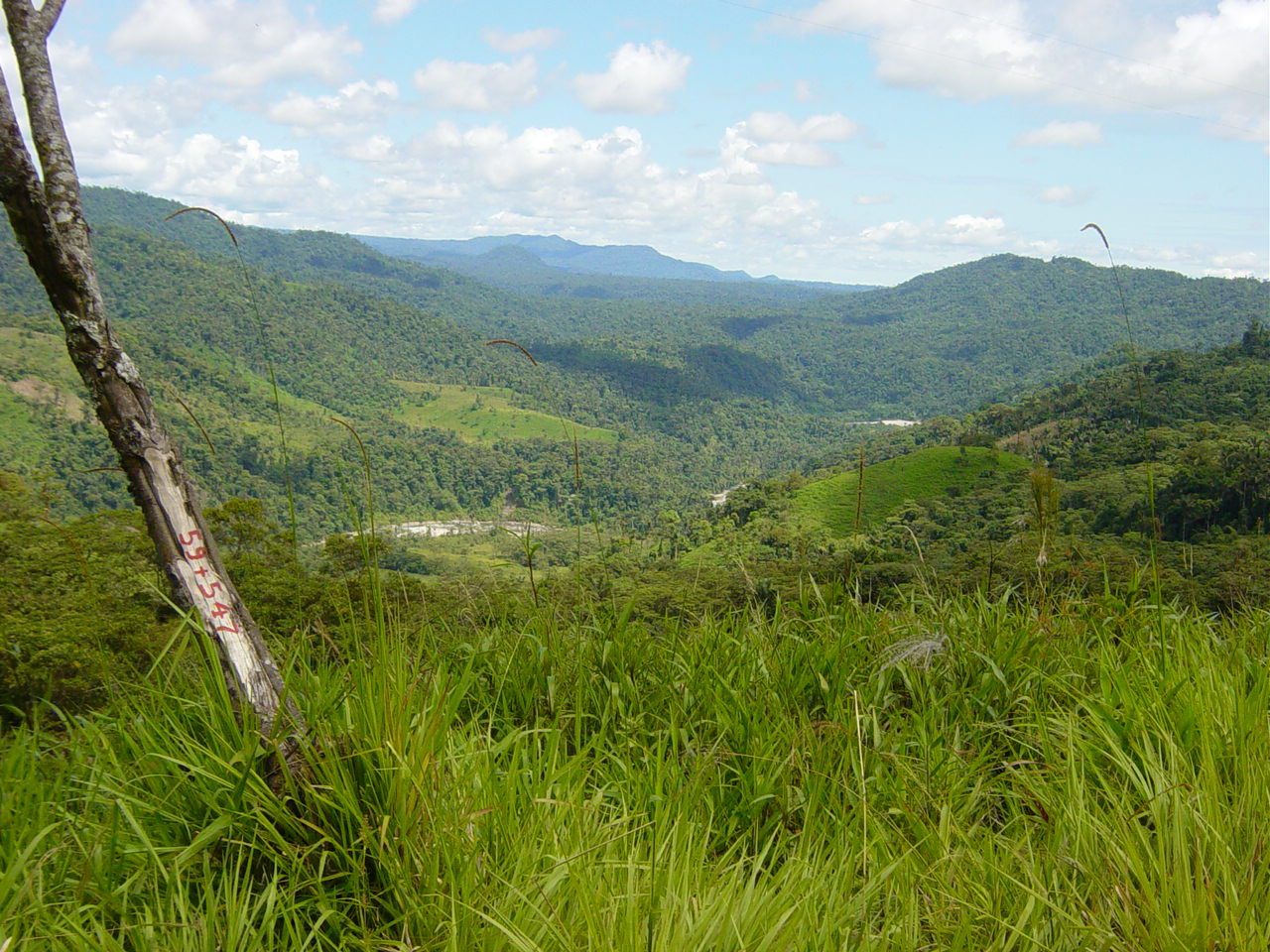
Národní park Sangay

1. Quito
City of Quito
Hlavní město Ekvádoru má nejlépe zachovalé historické centrum v Jižní Americe.
1978 
 http://whc.unesco.org/en/list/2
2. Galapágy
Galapagos Islands
Devatenáct ostrovů ležících v Tichém oceánu tisíc kilometrů od Jižní Ameriky spolu s okolní mořskou rezervací bývá nazýváno „žijící muzeum evoluce“. Ostrovy inspirovaly Charlese Darwina k vyslovení jeho evoluční teorie.
1978, 2001 
 http://whc.unesco.org/en/list/1
3. Národní park Sangay
Sangay National Park
Národní park se dvěma vulkány a řadou ekosystémů od tropického lesa až po ledovce.
1983 
 http://whc.unesco.org/en/list/260
4. Santa Ana de los Ríos de Cuenca
Historic Centre of Santa Ana de los Ríos de Cuenca
Typické vnitrozemské koloniální město pod Andami.
1999 
 http://whc.unesco.org/en/list/863
5. Qhapaq Ñan, andský systém cest
Qhapac Ñan, Andean Road System
Rozsáhlá síť inckých komunikací k obchodním i vojenským účelům. Stezky celková délky 30 000 kilometrů procházející území Argentiny, Bolívie, Chile, Kolumbie, Ekvádoru a Peru.
2014
http://whc.unesco.org/en/list/1459

## Guatemala

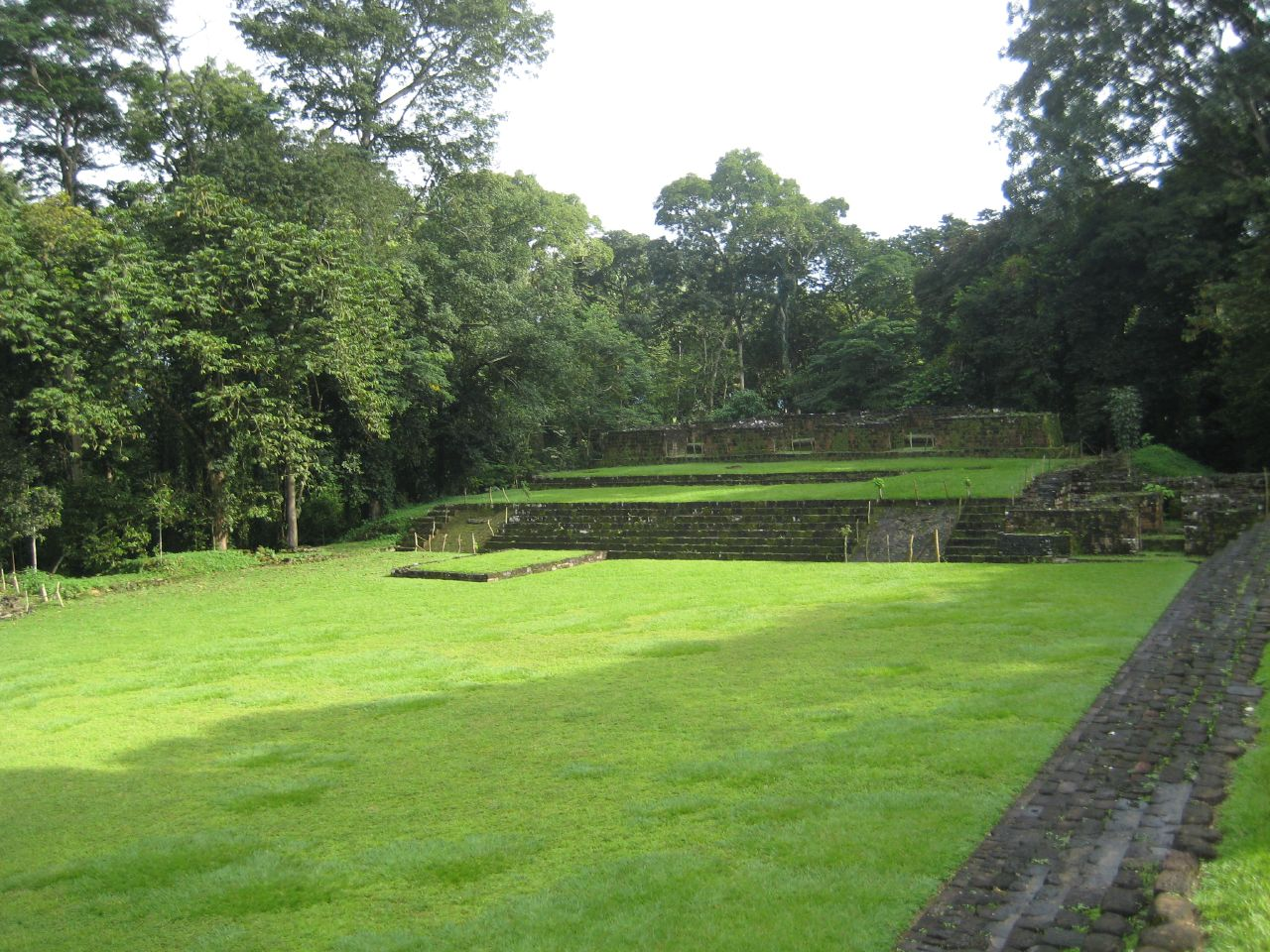
Quirigua

1. Stará Guatemala
Antigua Guatemala
Ruiny starého koloniálního města z 16. století
1979 
 http://whc.unesco.org/en/list/65
2. Tikal – národní park
Tikal National Park 
Národní park v džungli je jednou z hlavních památek na mayskou civilizaci a zahrnuje řadu chrámů a paláců.
1979 
 http://whc.unesco.org/en/list/64
3. Quiriguá – archeologická lokalita
Archaeological Park and Ruins of Quirigua
Ruiny mayského města
1981 
 http://whc.unesco.org/en/list/149
4. Národní archeologický park Takalik Abaj
National Archaeological Park Tak’alik Ab’aj
Předkolumbovské město, kde se setkávaly olmécká a mayská civilizace
2023 
 https://whc.unesco.org/en/list/1663

## Haiti

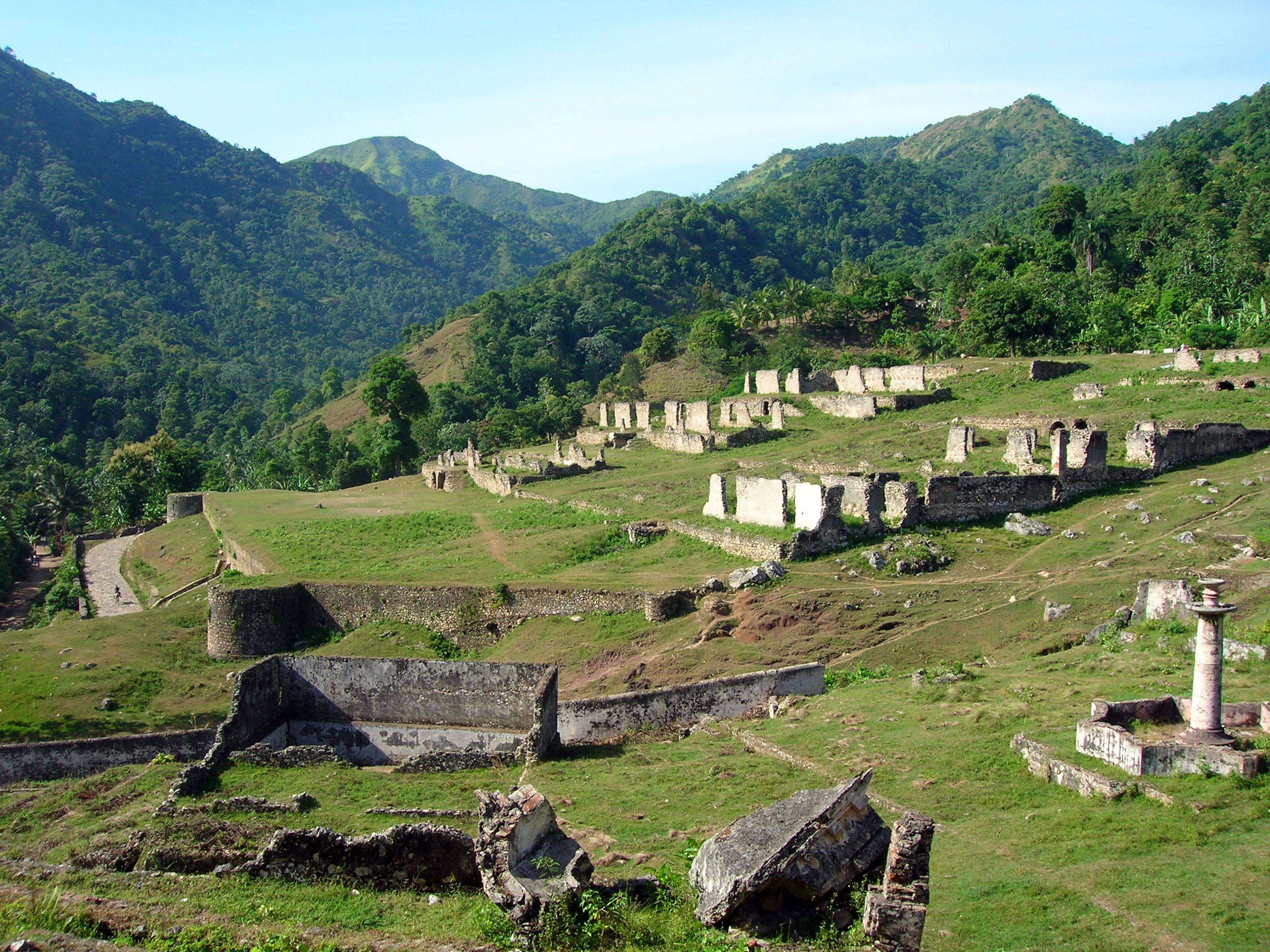
Národní park

1. Národní historický park – Citadel, Sans Souci, Ramiers 
 National History Park – Citadel, Sans Souci, Ramiers 
Národní historický park zahrnuje citadelu, palác Sans Souci a ruiny obydlí na plató Ramiers. 
1982 
 http://whc.unesco.org/en/list/180

## Honduras

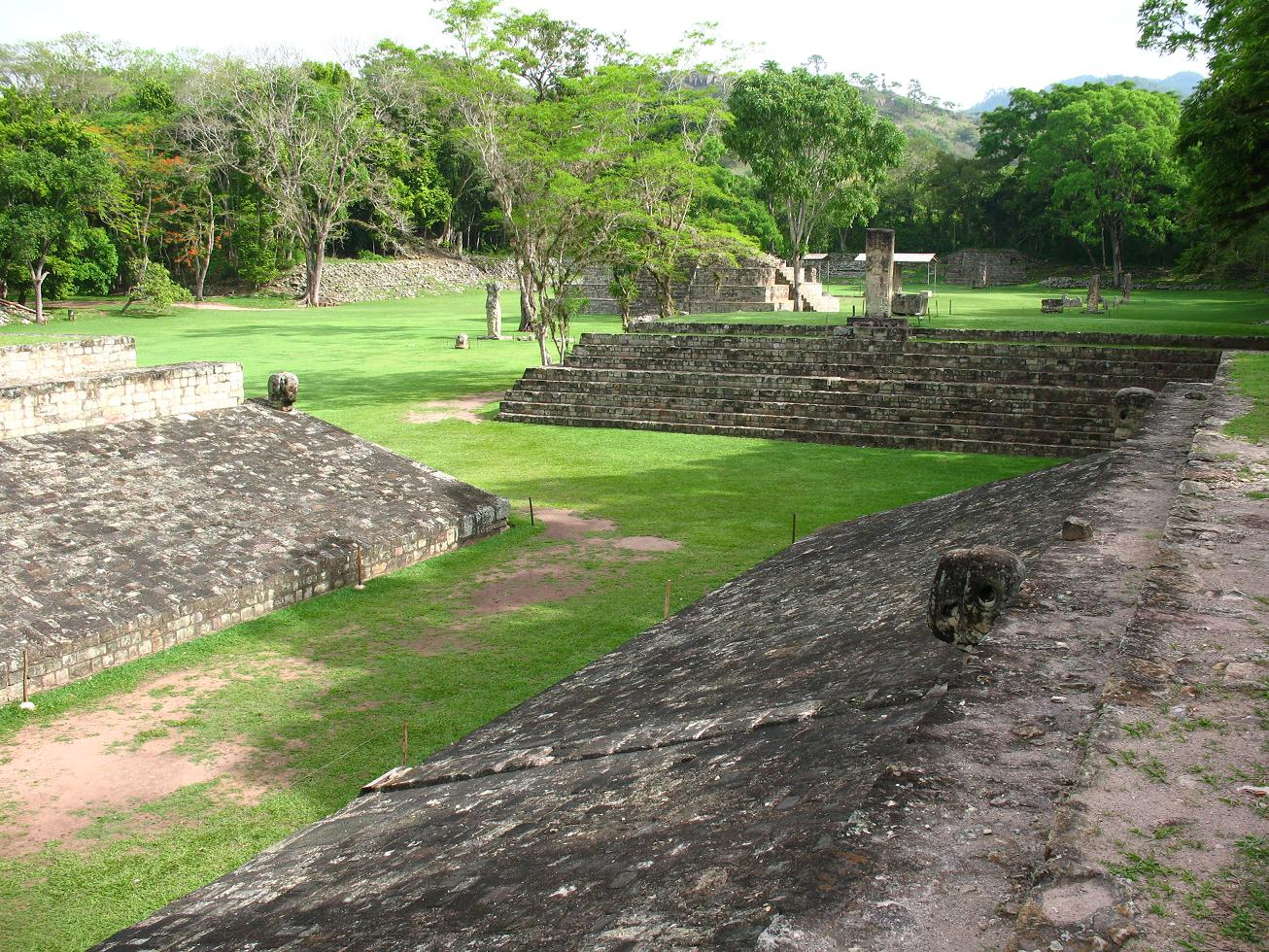
Copán

1. Copán
Maya Site of Copan
Jedno z nejdůležitějších nalezišť mayské civilizace.
1980 
 http://whc.unesco.org/en/list/129
2. Río Plátano
Río Plátano Biosphere Reserve
Biosférická rezervace v oblasti tropického deštného lesa.
1982 
 http://whc.unesco.org/en/list/196

## Chile

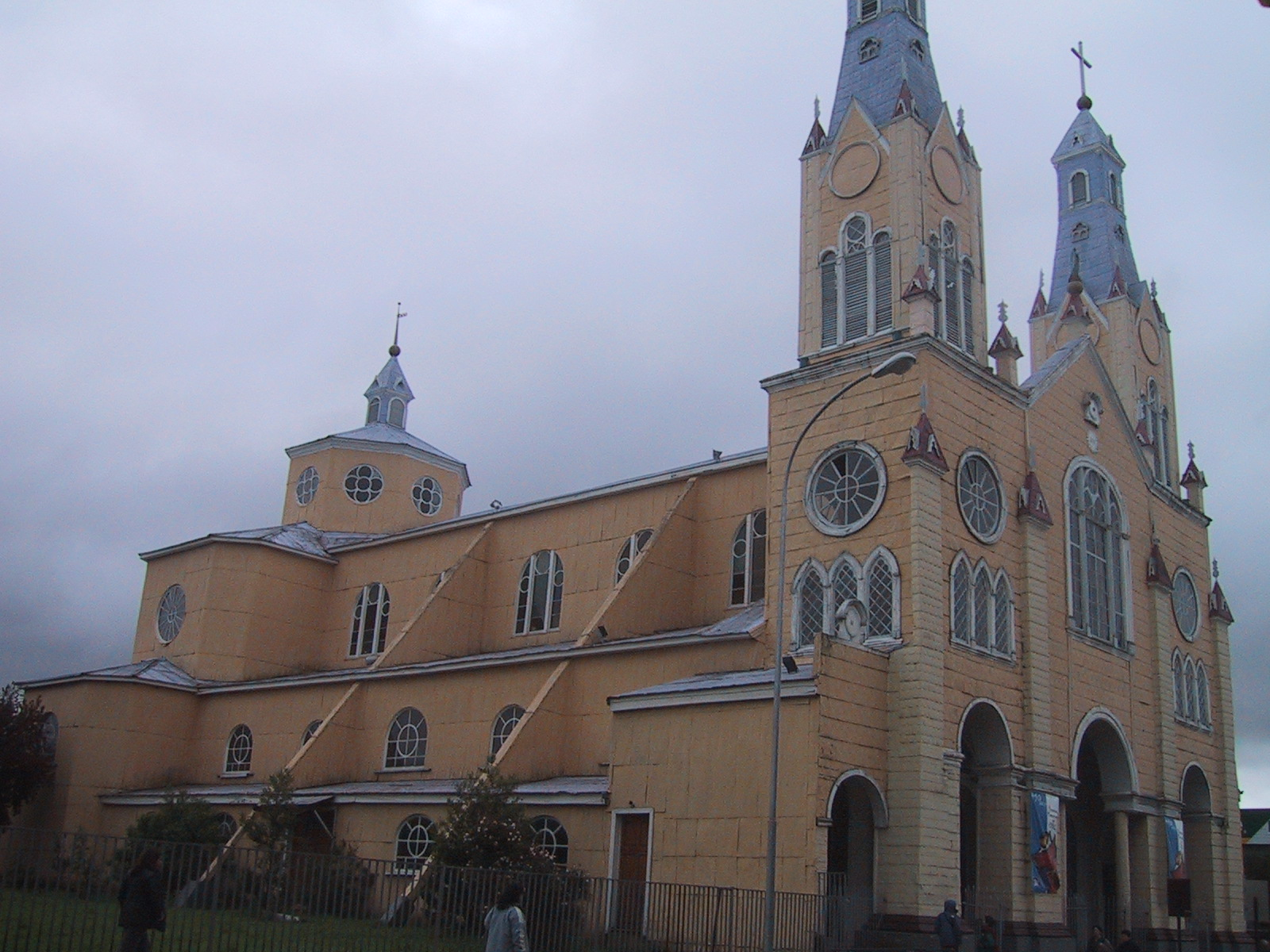
Dřevěný kostel v Chiloé

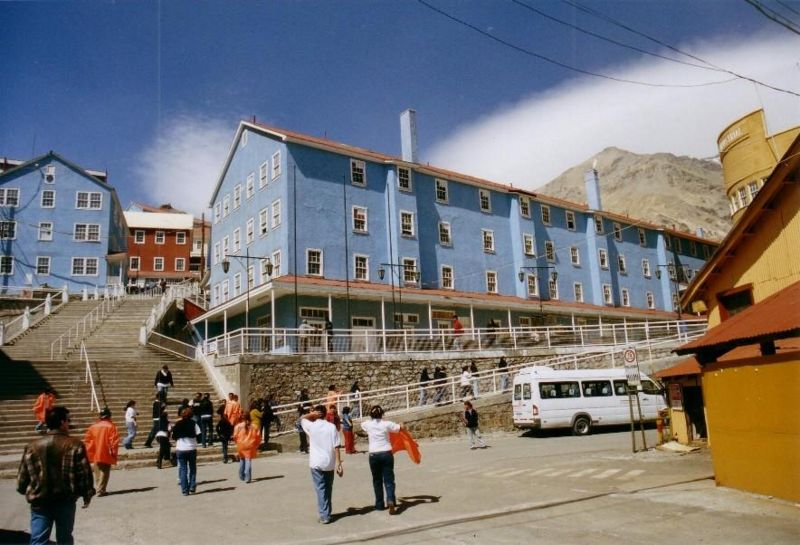
Sewell

1. Národní park Rapa Nui
Rapa Nui National Park 
V národním parku Rapa Nui se nalézají gigantické sochy z 10.–16. století, svědkové staré polynéské kultury.
1995 
 http://whc.unesco.org/en/list/715
2. Kostely na Chiloé 
Churches of Chiloé 
Čtrnáct dřevěných kostelů v Chiloé ukazuje církevní architekturu staveb ze dřeva jako jediné místo v Latinské Americe.
2000 
 http://whc.unesco.org/en/list/971
3. Valparaíso – historická čtvrť
Historic Quarter of the Seaport City of Valparaíso 
Na konci 19. stol. hlavní obchodní přístav na trasách kolem pacifického pobřeží Jižní Ameriky.
2003 
 http://whc.unesco.org/en/list/959
4. Ledkové doly Humberstone a Santa Laura
Humberstone and Santa Laura Saltpeter Works 
Na 200 drobných ledkových dolů v nejsušší poušti světa, kde od r. 1880 těžilo ledek tisíce dělníků z Chile, Peru a Bolívie.
2005 
 http://whc.unesco.org/en/list/1178
5. Hornické město Sewell
Sewell Mining Town
Město vyrostlé na počátku 20. stol. v nadmořské výšce přes 2000 m na svazích And. Po vytěžení zásob mědi bylo prakticky opuštěno v 70. letech.
2006
 http://whc.unesco.org/en/list/1214
6. Qhapaq Ñan, andský systém cest
Qhapac Ñan, Andean Road System
Rozsáhlá síť inckých komunikací k obchodním i vojenským účelům. Stezky celková délky 30 000 kilometrů procházející území Argentiny, Bolívie, Chile, Kolumbie, Ekvádoru a Peru.
2014
http://whc.unesco.org/en/list/1459
7. Osady a mumifikování kultury Chinchorro v regionu Arica a Paranacota
Settlement and Artificial Mummification of the Chinchorro Culture in the Arica and Parinacota Region 
Mumie staré až 7000 let.
2021 
 http://whc.unesco.org/en/list/959

## Jamajka

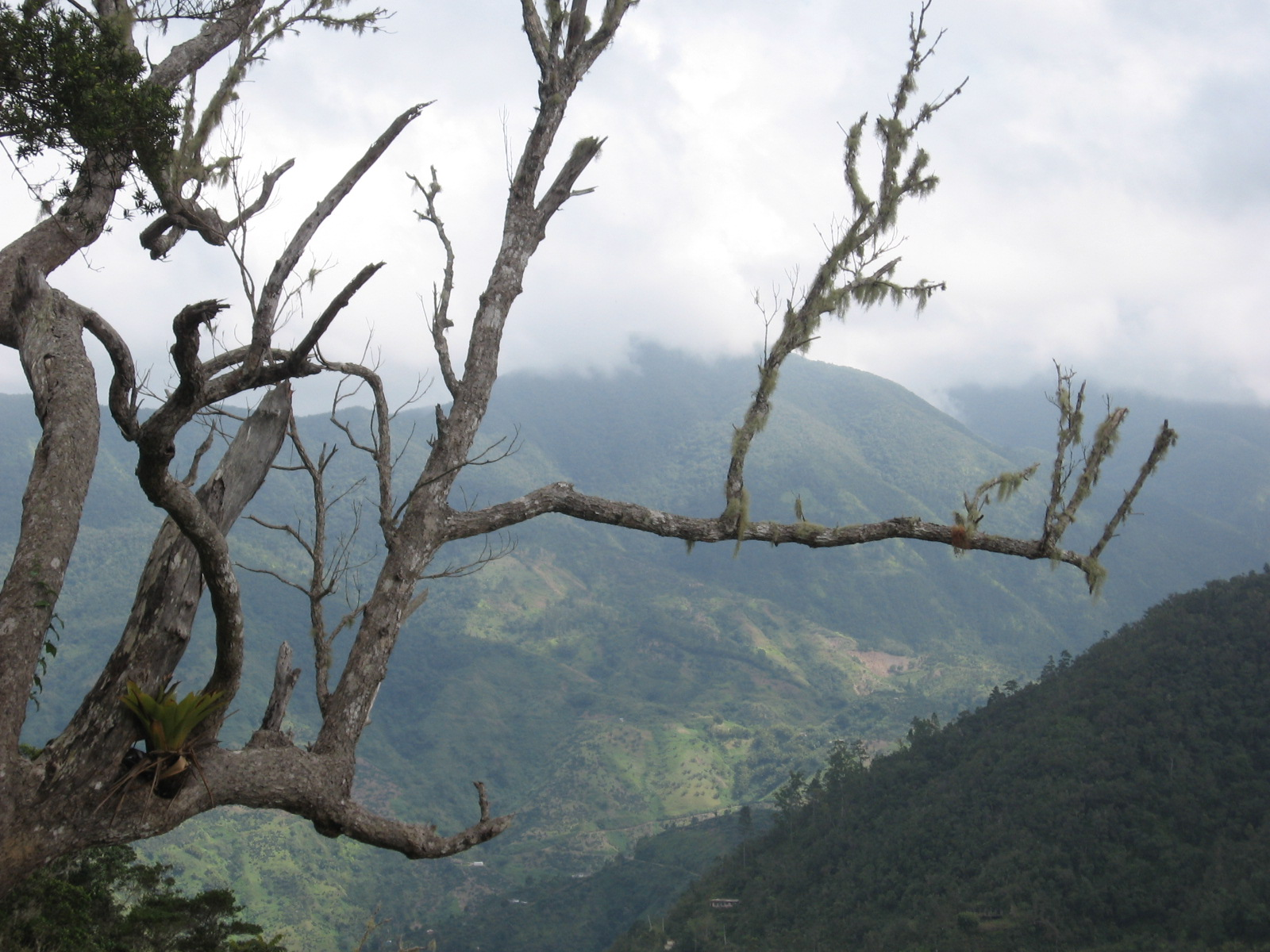
pohoří Blue and John Crow Mountains

1. Pohoří Blue and John Crow Mountains
Blue and John Crow Mountains
Pohoří na východě ostrova, která sloužila jako útočiště domorodého obyvatelstva a následně i uprchlých otroků.
2015 
http://whc.unesco.org/en/list/1356
2. Archeologická lokalita Port Royal ze 17. století
The Archaeological Ensemble of 17th Century Port Royal
Sídlo britské koloniální vlády na Jamajce, téměř kompletně zničeno při zemětřesení v roce 1692, částečně potopené.
2025 
https://whc.unesco.org/en/list/1595

## Kolumbie

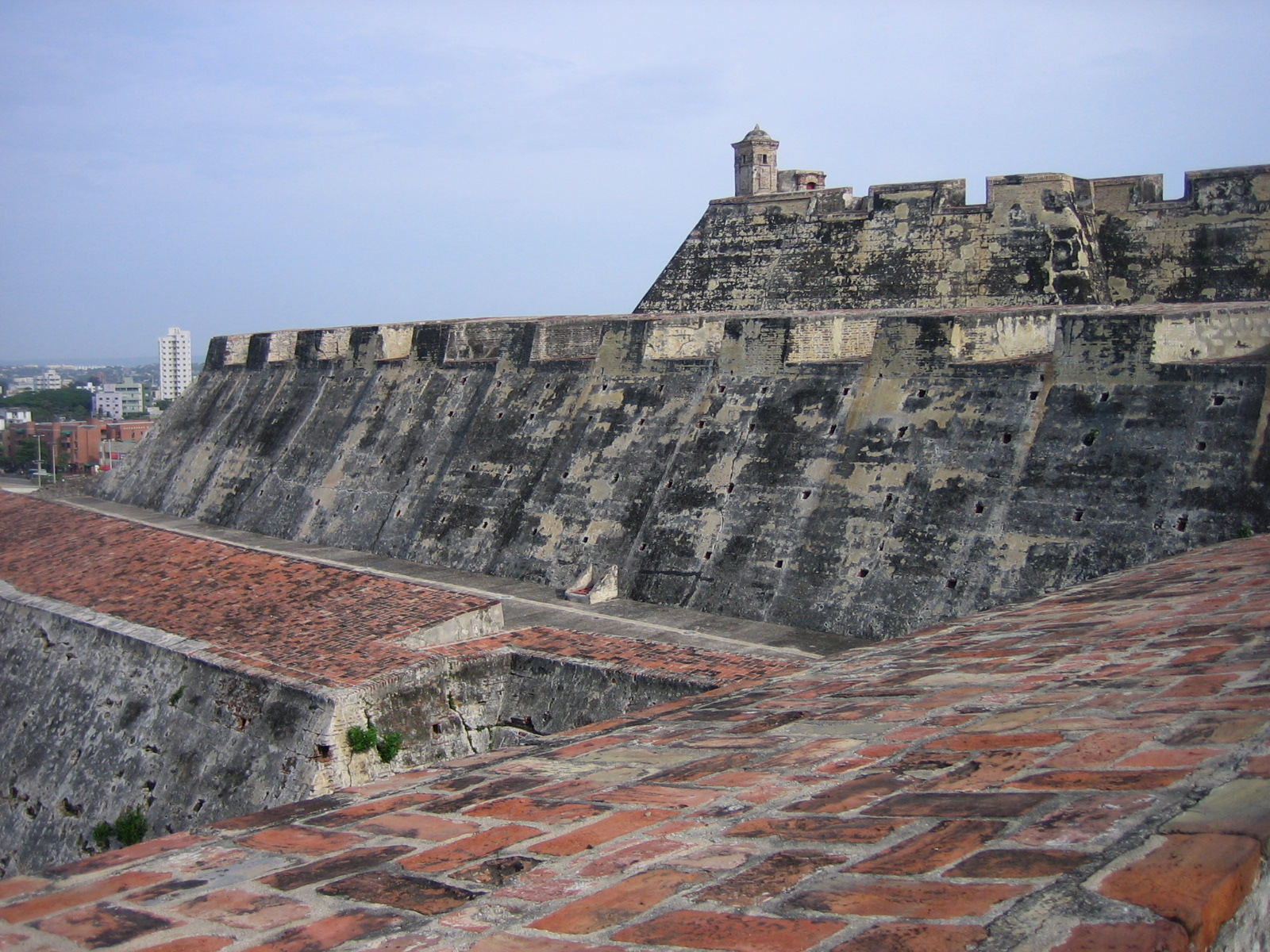
Cartagena

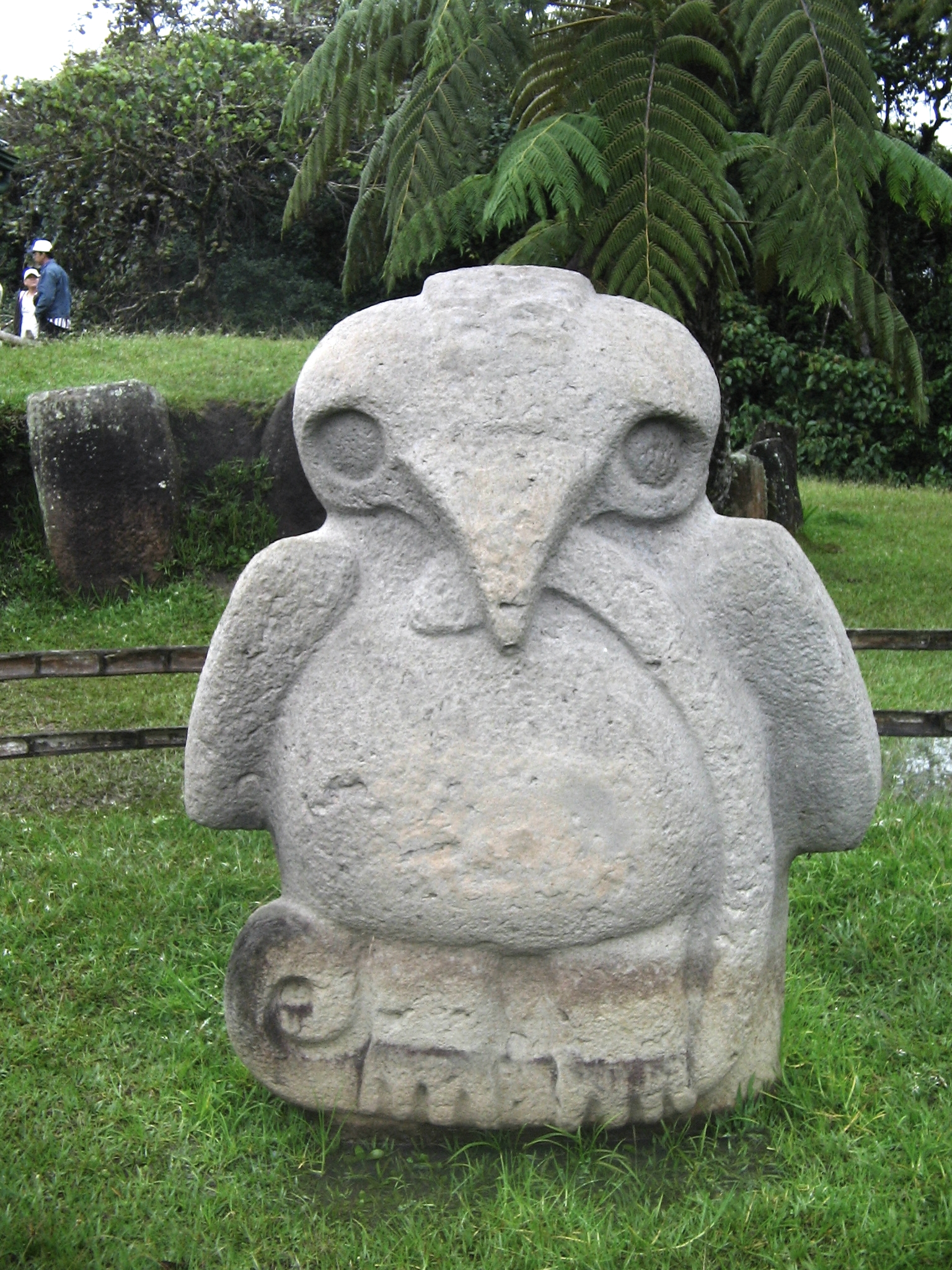
San Agustín

1. Cartagena
Port, Fortresses and Group of Monuments, Cartagena 
Přístav a město s nejrozsáhlejším opevněním v Jižní Americe.
1984 
 http://whc.unesco.org/en/list/285
2. Národní park Los Katíos
Los Katios National Park 
Národní park zahrnující pahorky, lesy a vlhké nížiny.
1994 
 http://whc.unesco.org/en/list/711
3. Santa Cruz de Mompox – historické centrum
Historic Centre of Santa Cruz de Mompox
Historické jádro starého města založeného v 16. století. 
1995
 http://whc.unesco.org/en/list/742
4. Tierradentro – archeologická lokalita
National Archeological Park of Tierradentro
Archeologické naleziště soch lidí a hrobek z 6.-10. století.
1995 
 http://whc.unesco.org/en/list/743
5. San Agustín – archeologická lokalita
San Agustín Archeological Park 
1995 
 http://whc.unesco.org/en/list/744
6. Fauna a flóra ostrova Malpelo
Malpelo Fauna and Flora Sanctuary
Největší mořská rezervace ve východním Pacifiku chrání řadu vzácných druhů ryb, zejména žraloků.
2006
 http://whc.unesco.org/en/list/1216
7. Kulturní krajina kávových plantáží v Kolumbii
Coffee Cultural Landscape of Colombia
Různé typy kulturní krajiny, ilustrativní příklad zdejšího zemědělství založeného na kávě.
2011
 http://whc.unesco.org/en/list/1121
8. Qhapaq Ñan, andský systém cest
Qhapac Ñan, Andean Road System
Rozsáhlá síť inckých komunikací k obchodním i vojenským účelům. Stezky celková délky 30 000 kilometrů procházející území Argentiny, Bolívie, Chile, Kolumbie, Ekvádoru a Peru.
2014
http://whc.unesco.org/en/list/1459
9. Národní park Serranía de Chiribiquete
Chiribiquete National Park – “The Maloca of the Jaguar”
Největší kolumbijský národní park v Amazonii, byly zde nalezeny skalní malby.
2018 
 http://whc.unesco.org/en/list/1174

## Kostarika

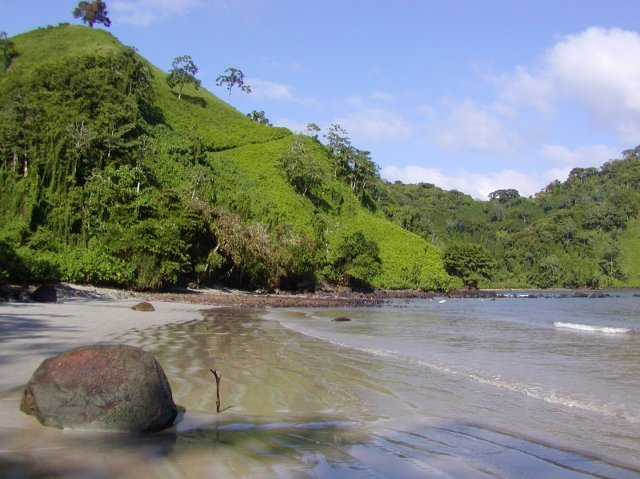
Kokosový ostrov

1. Přírodní rezervace Talamanca Range-La Amistad
Talamanca Range-La Amistad Reserves / La Amistad National Park
Přírodní rezervace v oblasti tropického deštného lesa.
1983, 1990
 http://whc.unesco.org/en/list/205
2. Národní park – Kokosový ostrov
Cocos Island National Park 
Vlhký tropický les a podvodní svět zahrnující velké mořské druhy jako např. žraloky, rejnoky, tuňáky a delfíny.
1997, 2002 
 http://whc.unesco.org/en/list/820
3. Oblast Guanacaste
Area de Conservación Guanacaste 
Toto území (střední Amerika až sever Mexika) zahrnuje životní prostředí důležité pro zachování biodiverzity, včetně suchých lesů.
1999, 2004 
 http://whc.unesco.org/en/list/928
4. Předkolumbovské osady s kamennými koulemi v Diquís
Precolumbian chiefdom settlements with stone spheres of the Diquís
Záhadné kamenné koule v údolí Diquís z období 500-1500 př. n. l.
2014
http://whc.unesco.org/en/list/1453

## Kuba

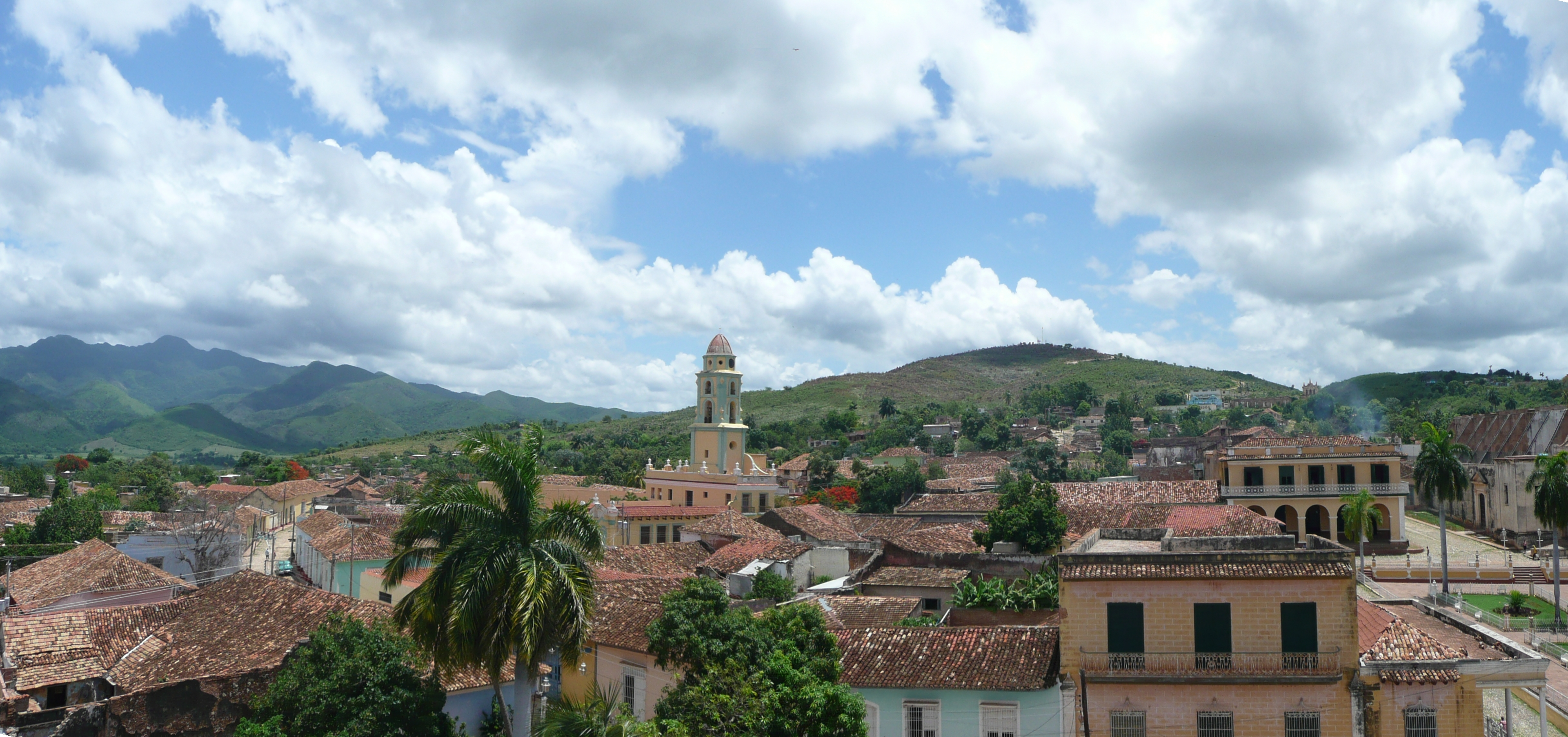
Trinidad

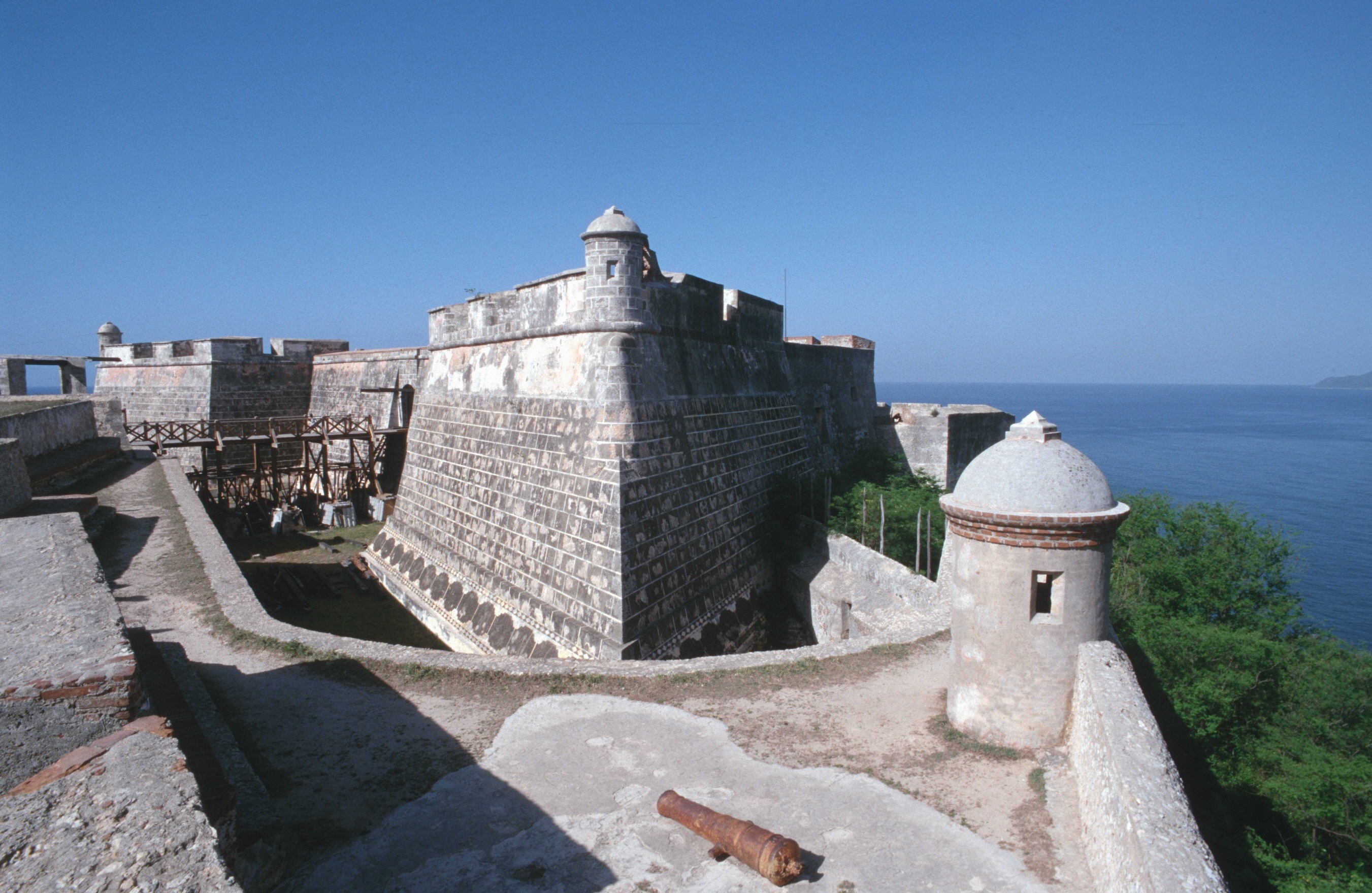
Hrad San Pedro de la Roca

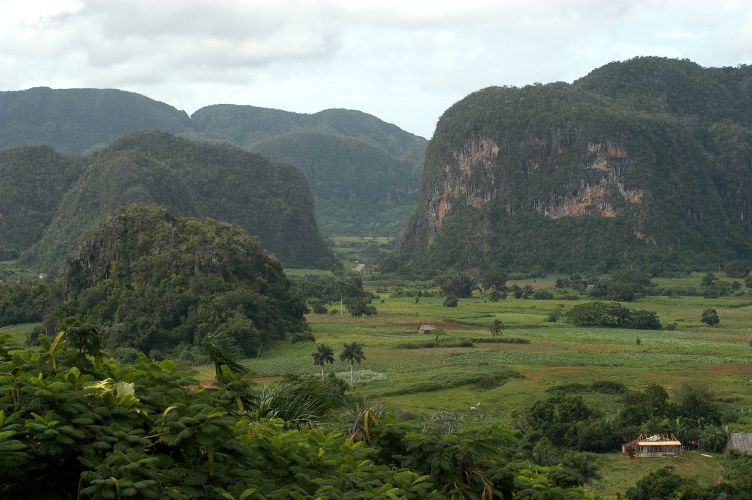
Údolí Viñales

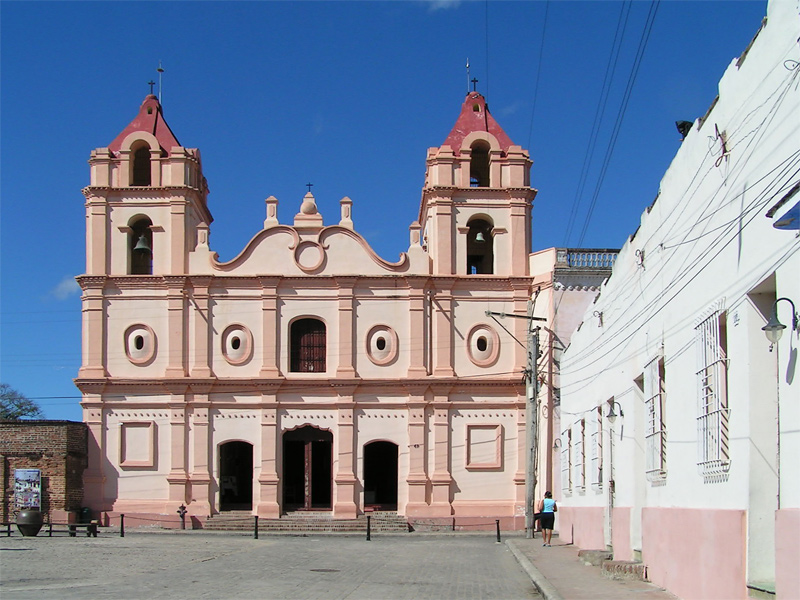
Camagüey

1. Stará Havana a její opevnění
Old Havana and its Fortifications
Staré město s koloniální architekturou a jeho opevnění.
1982 
 http://whc.unesco.org/en/list/204
2. Trinidad a Valle de los Ingenios
Trinidad and the Valley de los Ingenios 
Staré město s památkami z 18.-19. století.
1988 
 http://whc.unesco.org/en/list/460
3. Hrad San Pedro de la Roca v Santiagu de Cuba
San Pedro de la Roca Castle, Santiago de Cuba
Soustava opevnění na skalnatém ostrohu chránící přístav v Santiagu de Cuba.
1997 
 http://whc.unesco.org/en/list/841
4. Národní park Desembarco del Granma
Desembarco del Granma National Park 
Oblast mysu Cabo Cruz na jihozápadě Kuby zahrnuje velkolepé terasy a útesy a jedny z nejpůsobivějších a nejstarších útesů lemujících západní Atlantik
1999 
 http://whc.unesco.org/en/list/889
5. Údolí Viñales
Viñales Valley 
Úrodné údolí Vinales obklopené horami. Pro zemědělskou výrobu, částečně tabáku, se stále používají tradiční technologie.
1999 
 http://whc.unesco.org/en/list/840
6. Archeologická krajina prvních kávových plantáží jihovýchodní Kuby
Archaeological Landscape of the First Coffee Plantations in the Southeast of Cuba 
Pozůstatky kávových plantáží z 19. století na předhůří Sierra Maestra jsou ukázkou zemědělských metod prvních osadníků.
2000 
 http://whc.unesco.org/en/list/1008
7. Národní park Alejandro de Humboldt
Alejandro de Humboldt National Park 
Endemické druhy rostlin i živočichů vzniklých na unikátním geologickém podloží.
2001 
 http://whc.unesco.org/en/list/839
8. Historické centrum Cienfuegos
Urban Historic Centre of Cienfuegos 
Koloniální město založené r. 1819. Architektura v neoklacistním slohu. 
2005 
 http://whc.unesco.org/en/list/1202
9. Historické centrum Camagüey
Historic Centre of Camagüey
2008
http://whc.unesco.org/en/list/1270/